# Buccinidae
Buccinidae é uma família que agrupa um grande número de espécies de grandes gastrópodes marinhos de concha fusiforme do clado Neogastropoda, conhecidos genericamente pelo nome comum de búzios. A família apresenta considerável diversidade taxonómica, integrando mais de 1500 espécies, na sua grande maioria marinhas, sendo que apenas 8-10 espécies ocorrem em habitats de água doce.

## Distribuição
A família Buccinidae apresenta uma distribuição natural alargada, ocorrendo em todos os oceanos e mares, desde as águas quentes dos trópicos até as águas gélidas do Oceano Árctico e do Oceano Antárctico.
O habitat mais frequente das espécies pertencentes a esta família são as zonas de fundos rochosos, embora algumas espécies ocorram em substratos arenosos. Para além de múltiplas espécies da região entremarés, membros da família Buccinidae ocorrem em todas as profundidades, desde o supra-litoral até às zonas batipelágicas.
Alguns membros da família Buccinidae ocorrem em meio dulçaquícola, com destaque para as espécies do género Clea.

## Descrição
As conchas das espécies desta família são de moderado a grande porte, de conformação cónica a fusiforme. As conchas apresentam frequentemente suturas profundas. A superfície da concha é geralmente lisa, por vezes com uma espiral ou escultura axial. A espessura da concha é maior nas espécies das águas tropicais pouco profundas, enquanto a concha das espécies que vivem em águas temperadas e frios é geralmente fina ou moderadamente fina.
O topo da espiral é mais ou menos alargado. As estrias radiais da concha mostram, por vezes, protuberâncias e outras marcas. A abertura é grande, com um canal sifonal bem definida. O bordo da concha em torno do opérculo é por vezes utilizado para forçar a abertura da concha de bivalves. A abertura é fechada por um opérculo córneo.
As partes moles do corpo, a massa visceral, são alongadas e em espiral. A cabeça tem dois tentáculos cónicos, pendentes, em cuja base existe um lobo ou proeminência onde se inserem os olhos. A boca contém uma probóscide anular, longa e cilíndrica, e uma pequena língua. O manto forma uma lamela fina sobre a cavidade branquial. No lado esquerdo, apresentam um canal alongado, aberta, que emerge por um entalhe ou ranhura na concha. As duas brânquias são alongadas, desiguais e petinadas (com um arranjo em forma de pente). O pé é grande e em geral largo.
Os búzios da família Buccinidae são carnívoros e detritívoros, nalguns casos necrófagos, alimentando-se de outros moluscos, carniça, e às vezes até mesmo de detritos orgânicos em putrefacção. Seu sentido de olfacto é muito desenvolvido, podendo facilmente detectar com o seu osfrádio os sinais químicos emitidos pelas suas presas ou por alimento, mesmo a uma distância considerável. Muitos destes búzios são capazes de perfurar a concha de bivalves e, por isso, algumas espécies causam danos avultados em instalações de ostreicultura destinadas a produzir ostras em meio semi-natural.
Algumas espécies de búzios desta família conseguem atacar os peixes capturados em redes, alongando os seus probóscides para até duas vezes o comprimento do próprio corpo.
O búzio fêmea põe cápsulas de ovos esponjosos, cada uma delas com centenas de ovos. Estas cápsulas formam aglomerados arredondados ou massas em forma de torre. Apenas cerca de 10% do ovos eclodem. As larvas quando emergem do ovo alimentam-se com os ovos que ainda não eclodiram.
A carne da espécie norte-atlântica mais comum, Buccinum undatum, é muito apreciada pelos conhecedores como uma iguaria, mas o seu consumo está em declínio.
A concha vazia dos búzios desta família é muitas vezes usado como abrigo pelas espécies de caranguejo-ermitão.

## Taxonomia

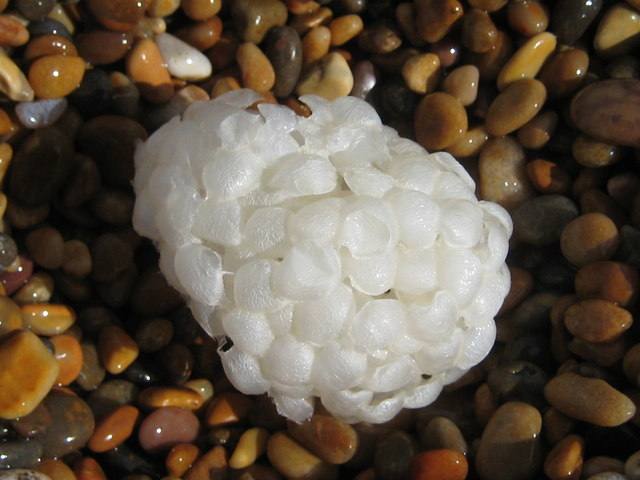
Ovos do búzio Buccinum undatum.

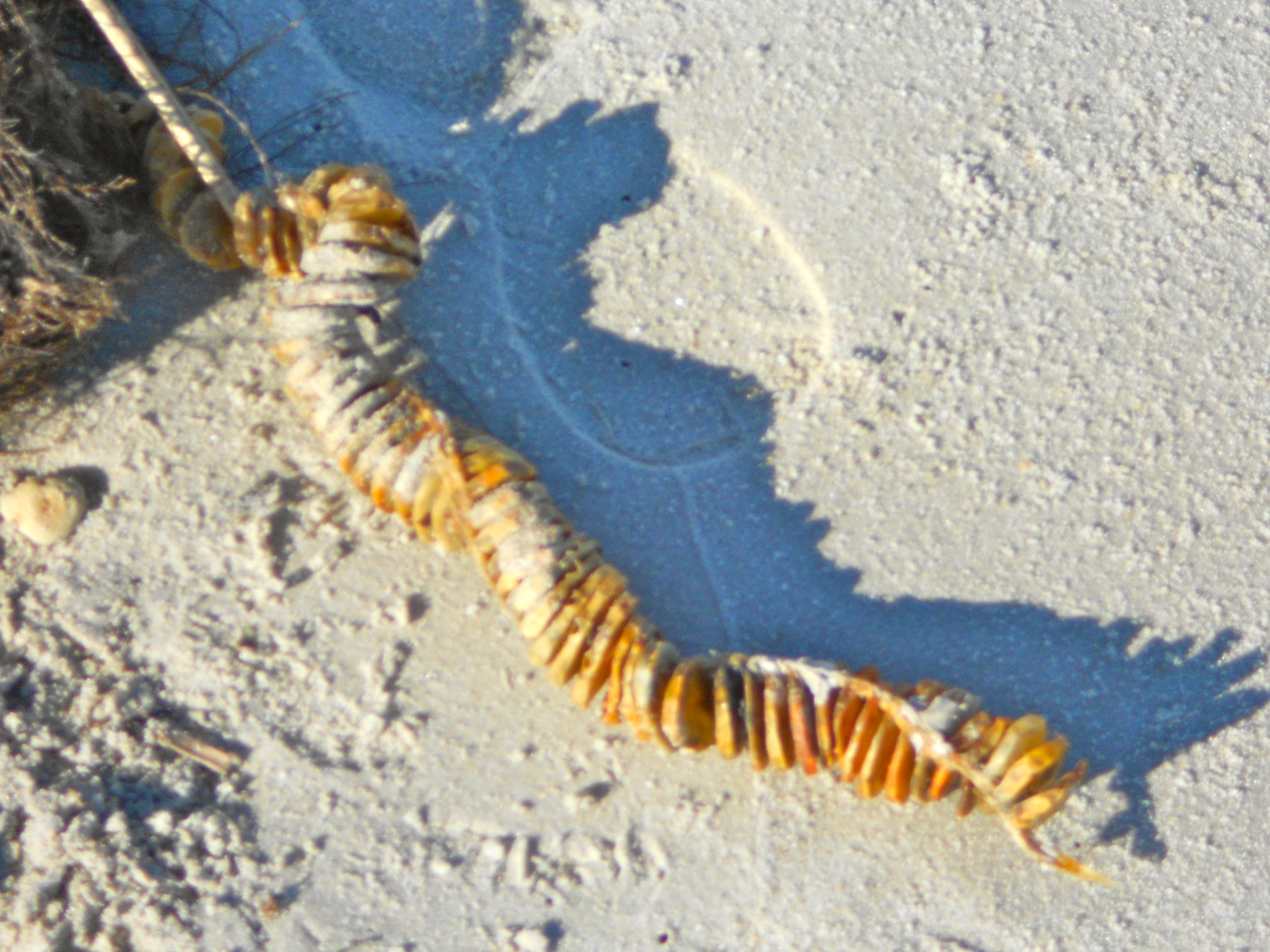
Ovos do búzio Busycon carica (na Delaware Bay).

O sistema de classificação dos Gastropoda de Bouchet & Rocroi (2005), a família Buccinidae está subdividida em subfamílias:
Subfamília Buccininae Rafinesque, 1815
- tribo Ancistrolepidini Habe & Sato, 1973
- tribo Buccinini Rafinesque, 1815
- tribo Buccinulini Finlay, 1928
- tribo Colini Gray, 1857 - sinónimos: Neptuneinae Stimpson, 1865; Chrysodominae Dall, 1870; Pyramimitridae Cossmann, 1901; Truncariinae Cossmann, 1901; Metajapelioninae Gorychaev, 1987
- tribo Cominellini Gray, 1857
- tribo Liomesini P. Fischer, 1884 - sinónimo: Buccinopsidae G. O. Sars, 1878 (inv.)
- tribo Parancistrolepidini Habe, 1972 - sinónimo: Brevisiphoniinae Lus, 1973
- tribo Prosiphonini Powell, 1951
- tribo Volutopsiini Habe & Sato, 1973

Subfamília Beringiinae Golikov & Starobogatov, 1975
Subfamília Busyconinae Wade, 1917 (1867)
- tribo Busyconini Wade, 1917 (1867) - sinónimo: Fulgurinae Stoliczka, 1867
- tribo Busycotypini Petuch, 1994

Subfamília Donovaniinae Casey, 1904 - sinónimo: Lachesinae L. Bellardi, 1877 (inv.)
Subfamília Pisaniinae Gray, 1857 - sinónimos: Photinae Gray, 1857; Pusiostomatidae Iredale, 1940
Subfamília Siphonaliinae Finlay, 1928 - sinónimo: Austrosiphonidae Cotton & Godfrey, 1938

## Géneros

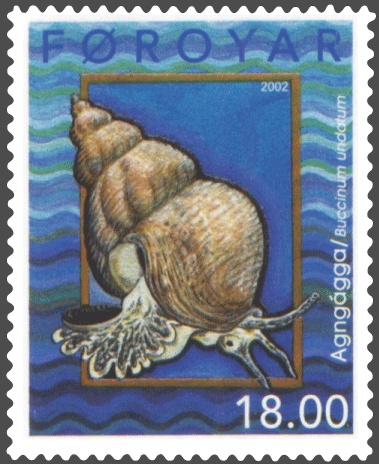
Buccinum undatum num selo postal das ilhas Faroe.

A família Buccinidae inclui os seguintes géneros:
Subfamília Buccininae
- Tribo Ancistrolepidini
  - Ancistrolepis Dall, 1895
- Tribo Buccinini
  - Buccinum Linnaeus, 1758
  - Sulcosinus Dall, 1895
- Tribo Buccinulini
  - Buccinulum Deshayes, 1830
- Tribo Colini
  - Colus Röding, 1798
  - Neptunea Röding, 1798 - sinónimo: Chrysodomus Swainson, 1840
  - Truncaria Adams & Reeve, 1850
- Tribo Cominellini
  - Cominella Gray, 1850
- Tribo Liomesini
  - Liomesus Stimpson, 1865
- Tribo Parancistrolepidini
  - Parancistrolepis Azuma, 1965
- Tribo Prosiphonini
  - Prosipho Thiele, 1912
- Tribo Volutopsiini
  - Volutopsius Mörch, 1857

Subfamília Beringiinae
- - Beringius Dall, 1887

Subfamília Busyconinae
- Tribo Busyconini
  - Busycon Röding, 1798
- Tribo Busycotypini
  - Busycotypus Wenz, 1943

Subfamília Donovaniinae
Subfamília Pisaniinae
- - Dianthiphos Watters, 2009
  - Pisania Bivona, 1832

Subfamília Siphonaliinae
- - Siphonalia A. Adams, 1863

Subfamília?
- Aeneator Finlay, 1927
- Afer Conrad, 1858
- Afrocominella Iredale, 1918
- Ameranna Landau & Vermeij, 2012
- Americominella Klappenbach & Ureta, 1972 - synonym: Echinosipho Kaiser 1977
- Anna Risso, 1826
- Anomacme Strebel, 1905
- Anomalosipho Dautzenberg & H. Fischer, 1912
- Antarctodomus A. Adams, 1863
- Antarctoneptunea Dell, 1972
- Antillophos Woodring, 1928
- Antistreptus Dall, 1902
- Atractodon Charlesworth, 1837
- Aulacofusus Dall, 1918
- Austrofusus Kobelt, 1879
- Bailya M. Smith, 1944
- Barbitonia Dall, 1916
- Bartschia Rehder, 1943
- Bathyancistrolepis Habe & Ito, 1968
- Bathybuccinum Golikov & Sirenko, 1989
- Bathydomus Thiele, 1912
- Bayerius Olsson, 1971
- Belomitra P.Fischer, 1882
- Beringion Habe & Ito, 1965
- † Boreokelletia Anderson, 1964
- Buccipagoda Ponder, 2010 - synonym: Kapala Ponder, 1982
- Burnupena Iredale, 1918
- Caducifer Dall, 1904
- Calagrassor Kantor, Puillandre, Fraussen, Fedosov & Bouchet, 2013
- Calliloncha Lus, 1978
- Cancellopollia Vermeij & Bouchet, 1998
- Cantharus Röding, 1798
- Cavineptunea Powell, 1951
- Chauvetia Monterosato, 1884
- Chickcharnea Petuch, 2002 - with the only species Chickcharnea fragilis Petuch, 2002[3]
- Chlanidota Martens, 1878
- Chlanidotella Thiele 1929
- Chlanificula Powell, 1958
- Clea A. Adams, 1855
- Clinopegma Grant & Gale, 1931
- Clivipollia Iredale, 1929
- Corneobuccinum Golikov & Gulbin, 1977
- Costaria Golikov, 1977
- Crassicantharus Ponder, 1972
- Crenatosipho Linse, 2002
- Drepanodontus Harasewych & Kantor, 2004
- Egotistica Marwick, 1934
- Engina Gray, 1839
- Enginella Monterosato, 1917
- Engoniophos Woodring, 1928
- Enigmatocolus Fraussen, 2008[4]
- Eosipho Thiele, 1929
- Euthrenopsis Powell, 1929
- Euthria M. E Gray, 1850
- Euthriostoma 	Marche-Marchard & Brebion, 1977
- Falsilatirus Emerson & Moffitt, 1988
- Falsimohnia Powell, 1951
- Falsitromina Dell, 1990
- Fascinus Hedley, 1903
- Fax Iredale, 1925
- Fusinella Thiele, 1917
- Fusipagoda Habe & Ito, 1965
- Gemophos Olsson & Harbison 1953
- Germonea Harasewych & Kantor, 2004
- Glaphyrina Finlay, 1927
- Glypteuthria Strebel, 1905
- Godfreyena Iredale, 1934
- † Golikovia Habe & Sato, 1972
- Habevolutopsius Kantor, 1983
- Harpofusus Habe & Ito, 1965[carece de fontes?]
- Helicofusus Dall, 1916
- Hesperisternia Gardner, 1944
- Hindsia A. Adams, 1855
- Japelion Dall, 1916
- Japeuthria Iredale, 1918
- Jerrybuccinum Kantor & Pastorino, 2009
- Kanamarua Kuroda, 1951
- Kelletia Fischer, 1884
- Kryptos Dautzenberg & Fischer, 1896
- Latisipho Dall, 1916
- Limatofusus Vaught, 1989
- Lirabuccinum Vermeij, 1991
- Lusitromina Harasewych & Kantor, 2004
- Lussivolutopsius Kantor, 1983
- Manaria E. A. Smith, 1906
- Metaphos Olsson, 1964
- Meteuthria Thiele, 1912
- Metula H. & A. Adams, 1853
- Mohnia Friele in Kobelt, 1879
- Monostiolum Dall, 1904
- Muffinbuccinum Harasewych & Kantor, 2004
- Nassaria Dall, 1916
- Neancistrolepis Habe & Sato, 1972
- Neoberingius 	Habe & Ito, 1965
- Neobuccinum Smith, 1877
- Neoteron Pilsbry & Lowe, 1932
- Northia Gray, 1847
- Ornatoconcha Lus, 1987
- Ovulatibuccinum Golikov & Sirenko, 1989
- Parabuccinum Harasewych, Kantor & Linse, 2000
- Paracalliloncha Lus, 1987
- Paranotoficula Kantor & Harasewych, 2008
- Pararetifusus Kosuge, 1967
- Pareuthria Strebel, 1905
- Parficulina Powell, 1958
- Parviphos Sarasua, 1984
- Penion Fischer, 1884
- Phaenomenella Fraussen, 2006
- Phos Montfort, 1810
- Plicibuccinum Golikov & Gulbin, 1977
- Plicifusus Dall, 1902
- Pollia Gray, 1834
- Preangeria K. Martin, 1921
- Probuccinum Thiele, 1912
- Prodotia Dall, 1924
- Proneptunea Thiele, 1912
- Pseudoliomesus Habe & Sato, 1972
- Pseudoneptunea Kobelt, 1882
- Ptychosalpinx Gill, 1868
- Pusio Gray, 1833
- Pyrolofusus Friele, 1882
- Reticubuccinum Ito & Habe, 1980
- Retifusus Dall, 1916
- Retimohnia McLean, 1995
- Savatieria Rochebrune & Mabille, 1885
- Searlesia Harmer, 1914
- Serratifusus Darragh, 1969
- Siphonofusus Kuroda & Habe, 1952
- Solenosteira Dall, 1890
- Spikebuccinum Harasewych & Kantor, 2004
- Steye Faber, 2004
- Tacita Lus, 1971
- Tasmeuthria Iredale, 1925
- Thalassoplanes Dall, 1908
- Tomlinia Peile, 1937
- Trajana Gardner, 1948
- Troschelia Mörch, 1876
- Turrisipho Dautzenberg & Fischer, 1912
- Volutharpa Fischer, 1856

## Sinonímia
Géneros considerados como sinónimos taxonómicos:
- Acamptochetus Cossmann, 1901: sinónimo de Metula  H. Adams & A. Adams, 1853
- Adansonia Pallary, 1902: sinónimo de Chauvetia Monterosato, 1884
- Agassitula Olsson & Bayer, 1972: sinónimo de Metula  H. Adams & A. Adams, 1853
- Anomalosipho: sinónimo de Anomalisipho Dautzenberg & H. Fischer, 1912
- Antemetula Rehder, 1943: sinónimo de Metula  H. Adams & A. Adams, 1853
- Antimitra Iredale, 1917: sinónimo de Metula  H. Adams & A. Adams, 1853
- Bathyclionella Kobelt, 1905: sinónimo de Belomitra P. Fischer, 1883
- Benthindsia Iredale, 1936: sinónimo de Nassaria Link, 1807
- Boreofusus G.O. Sars, 1878: sinónimo de Troschelia Mörch, 1876
- Brevisiphonia Lus, 1973: sinónimo de Thalassoplanes Dall, 1908
- Buccinopsis Jeffreys, 1867: sinónimo de Liomesus Stimpson, 1865
- Chauvetiella F. Nordsieck, 1968: sinónimo de Chauvetia Monterosato, 1884
- Chrysodomus Swainson, 1840: sinónimo de Neptunea Röding, 1798
- Colicryptus Iredale, 1918: sinónimo de Turrisipho Dautzenberg & H. Fischer, 1912
- Colubrarina Kuroda & Habe in Kuroda, Habe & Oyama, 1971: sinónimo de Metula H. Adams & A. Adams, 1853
- Donovania vBucquoy, Dautzenberg & Dollfus, 1883: sinónimo de Chauvetia Monterosato, 1884
- Donovaniella F. Nordsieck, 1968: sinónimo deChauvetia Monterosato, 1884
- Echinosipho Kaiser, 1977: sinónimo de Americominella Klappenbach & Ureta, 1972
- Enzinopsis Iredale, 1940: sinónimo de Clivipollia Iredale, 1929
- Floritula Olsson & Bayer, 1972: sinónimo de Metula  H. Adams & A. Adams, 1853
- Folineaea Monterosato, 1884: sinónimo de Chauvetia Monterosato, 1884
- Fulgur Montfort, 1810: sinónimo de Busycon Röding, 1798
- Jumala Friele, 1882: sinónimo de Beringius Dall, 1887
- Kapala Ponder, 1982: sinónimo de Buccipagoda Ponder, 2010
- Lachesis Risso, 1826: sinónimo de Chauvetia Monterosato, 1884
- Mada Jeffreys, 1867: sinónimo de Buccinum Linnaeus, 1758
- Madiella Wenz, 1943: sinónimo de Buccinum Linnaeus, 1758
- Mala Cossmann, 1901: sinónimo de Buccinum Linnaeus, 1758
- Minitula Olsson & Bayer, 1972: sinónimo de Metula  H. Adams & A. Adams, 1853
- Morrisonella Bartsch, 1945: sinónimo de Belomitra P. Fischer, 1883
- Neptunia Locard, 1886: sinónimo de Neptunea Röding, 1798
- Nesaea Risso, 1826: sinónimo de Chauvetia Monterosato, 1884
- Parasipho Dautzenberg & H. Fischer, 1912: sinónimo de Plicifusus Dall, 1902
- Subfamília Photinae: sinónimo de Pisaniinae
- Pleurobela Monterosato in Locard, 1897: sinónimo de Belomitra P. Fischer, 1883
- Quasisipho Petrov, 1982: sinónimo de Plicifusus Dall, 1902
- Sipho Mörch, 1852: sinónimo de Colus Röding, 1798
- Siphonorbis Mörch, 1869: sinónimo  de Colus Röding, 1798
- Strombella Gray, 1857: sinónimo de Volutopsius Mörch, 1857
- Strongylocera Mörch, 1852: sinónimo de Phos (Strongylocera) Mörch, 1852
- Syntagm] Iredale, 1918: sinónimo de Chauvetia Monterosato, 1884
- Tritonidea Swainson, 1840: sinónimo de Cantharus Röding, 1798
- Tritonium O.F. Müller, 1776: sinónimo  de Buccinum Linnaeus, 1758
- Tritonofusus Beck, 1847: sinónimo de Colus Röding, 1798

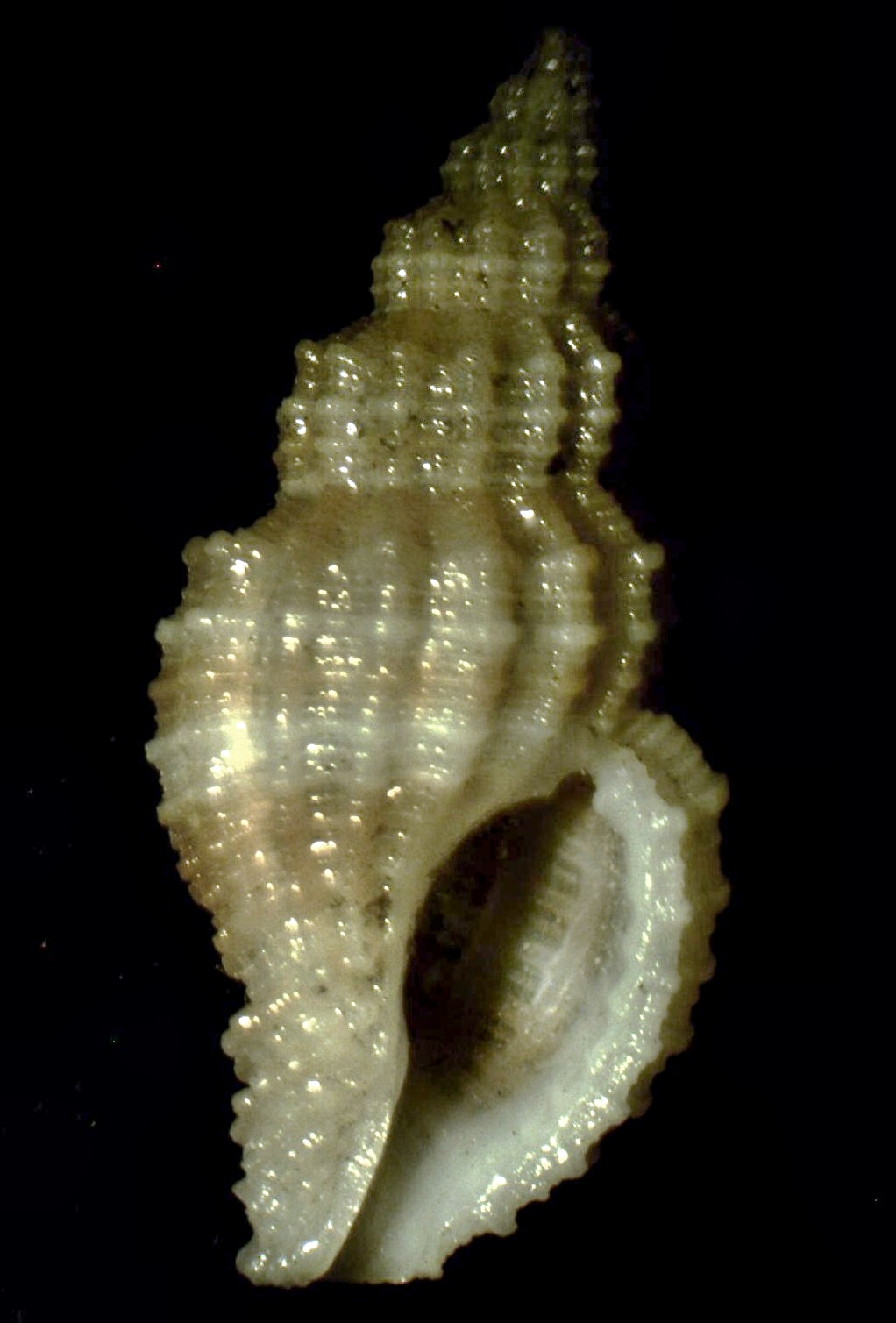
Bailya parva
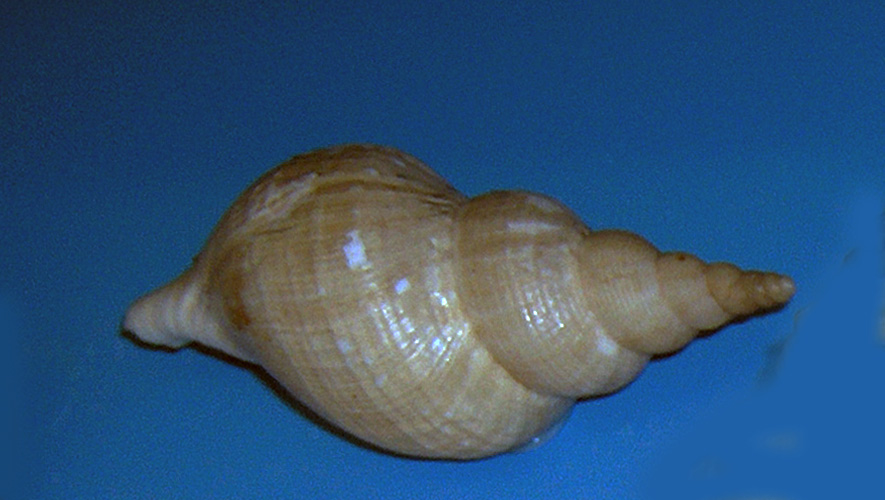
Beringius turtoni
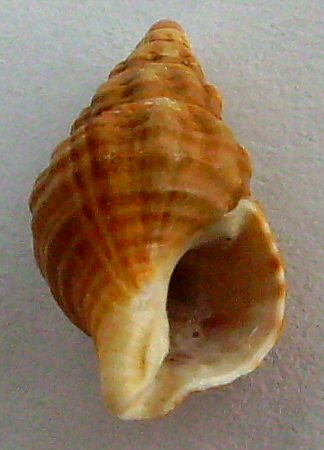
Buccinulum vittatum
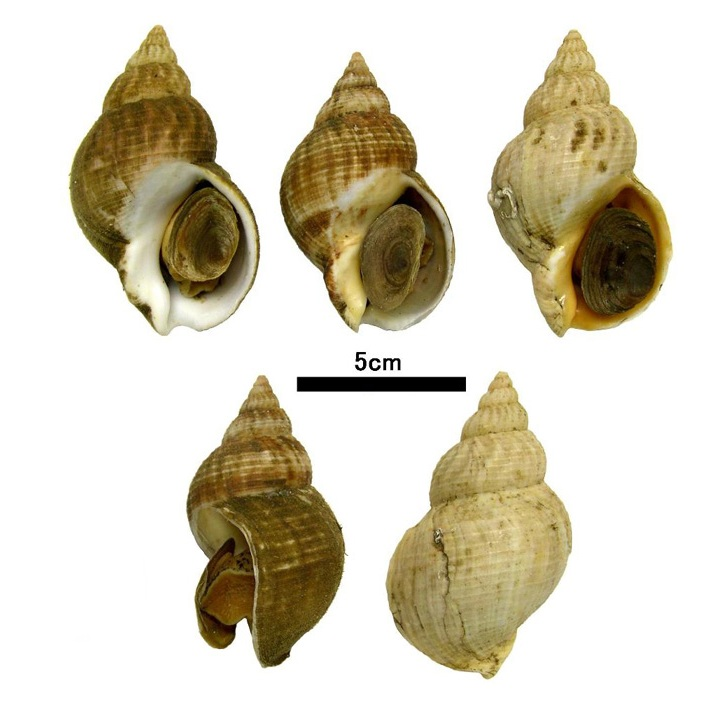
Buccinum undatum
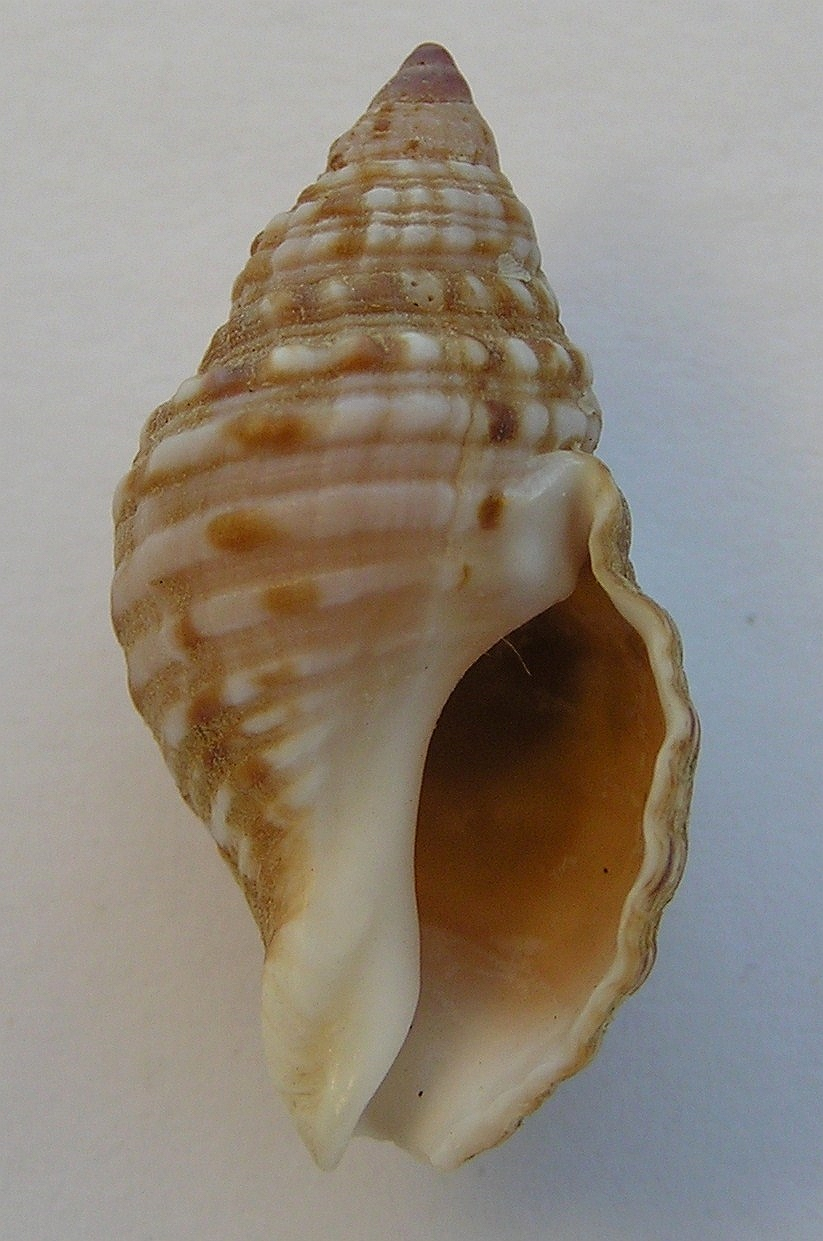
Burnupena pubescens
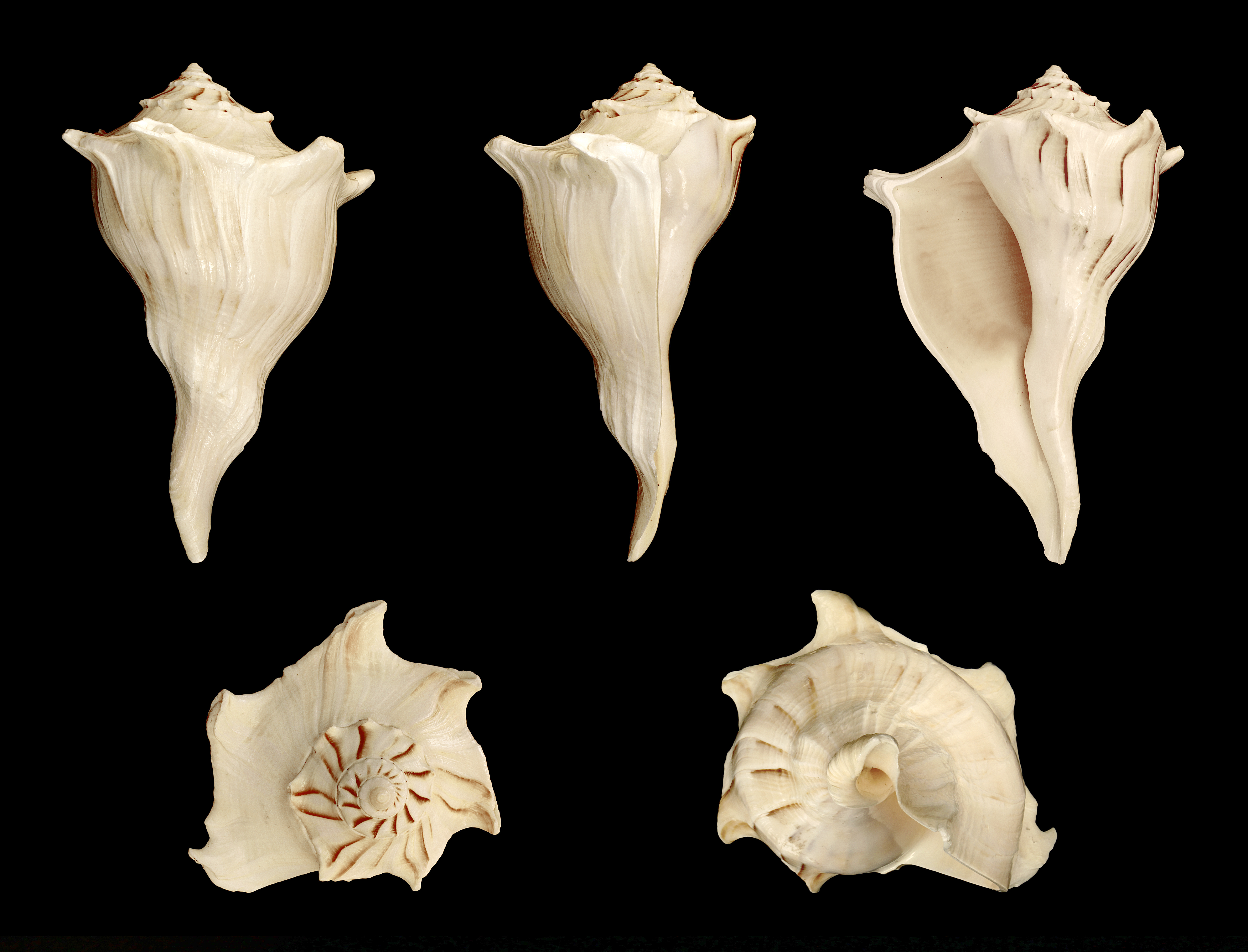
Busycon perversum
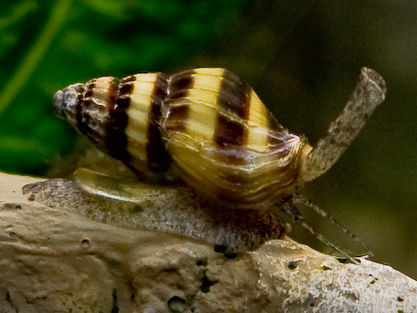
Clea helena
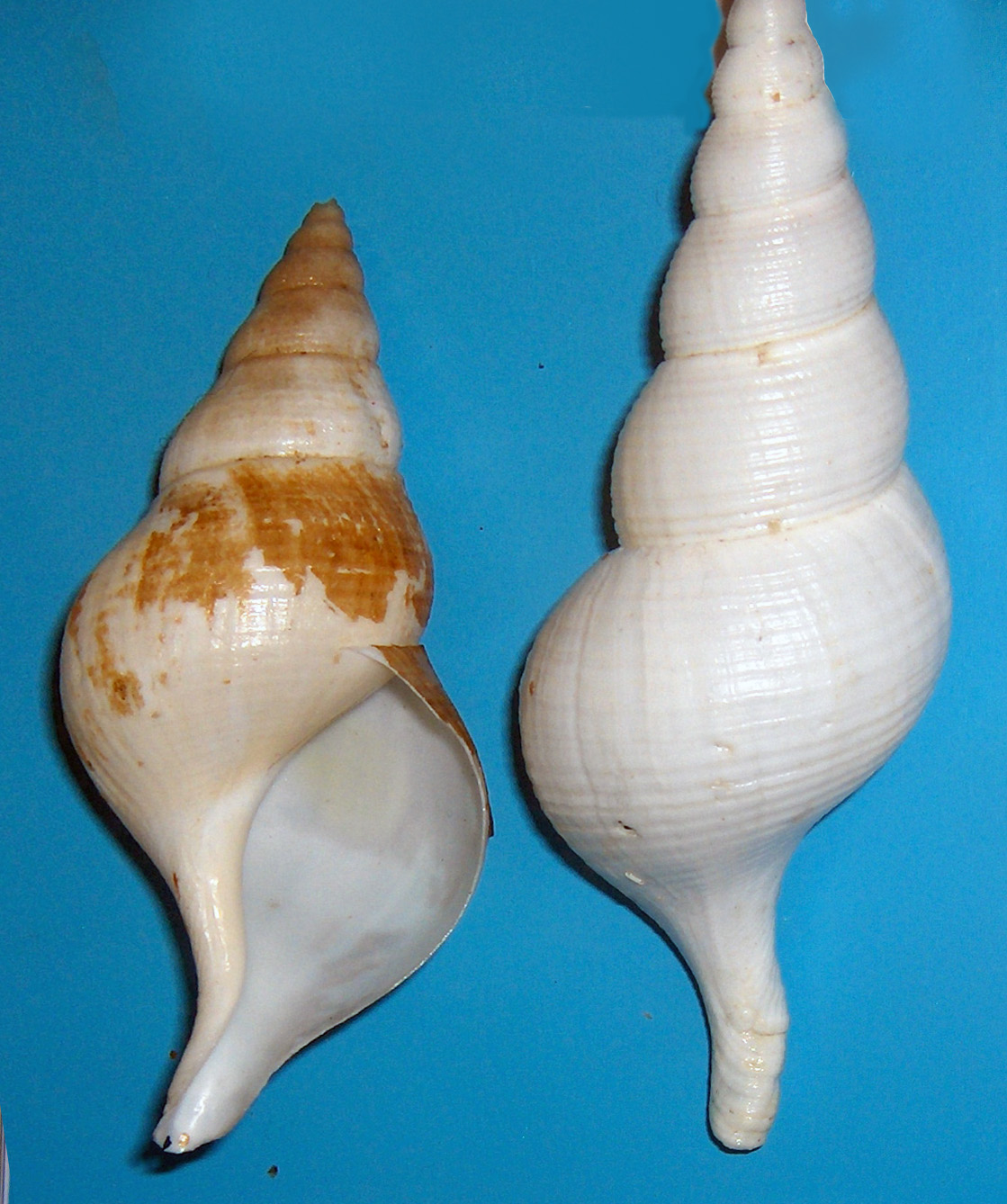
Colus islandicus
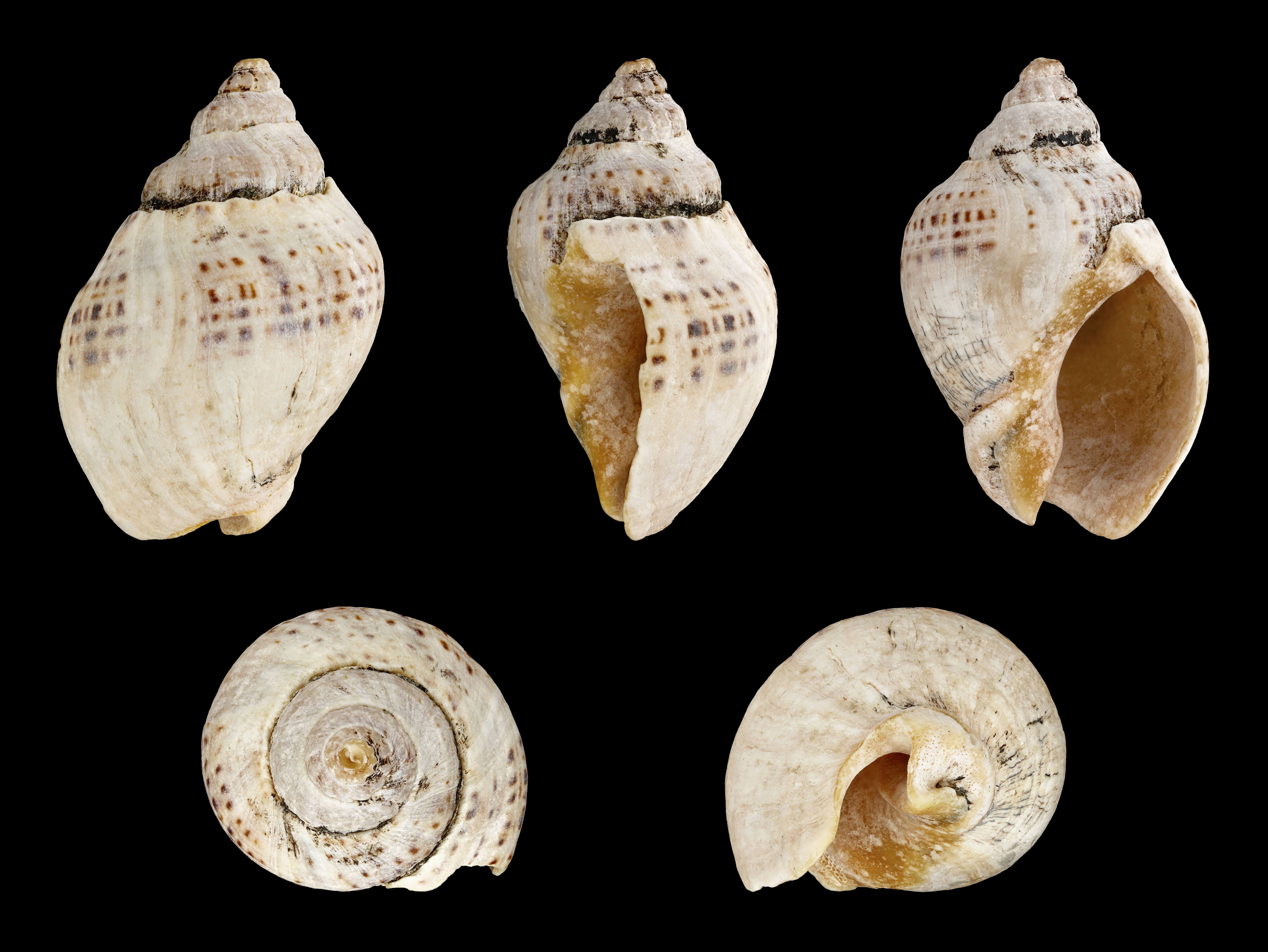
Cominella adspersa
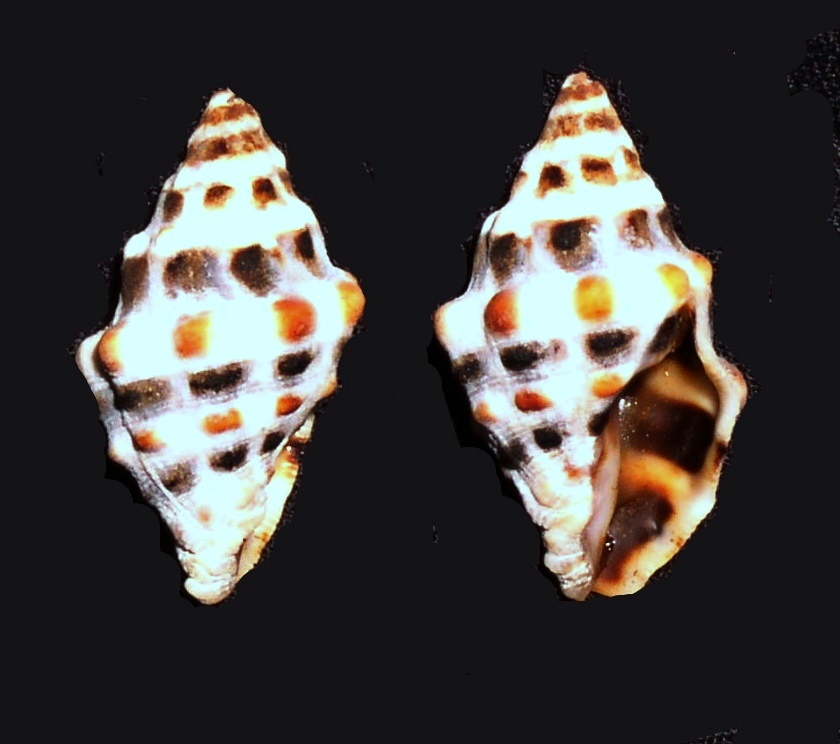
Engine zippa
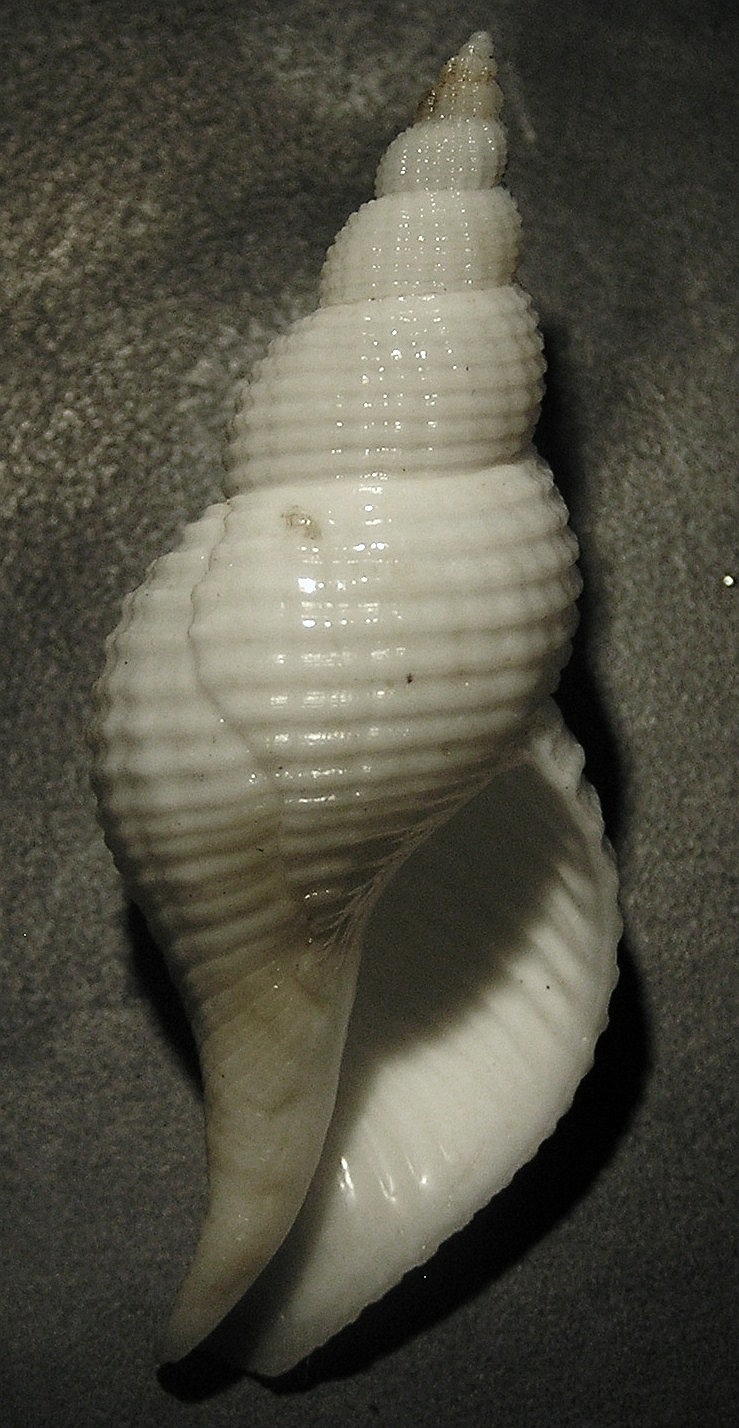
Eosipho poppei
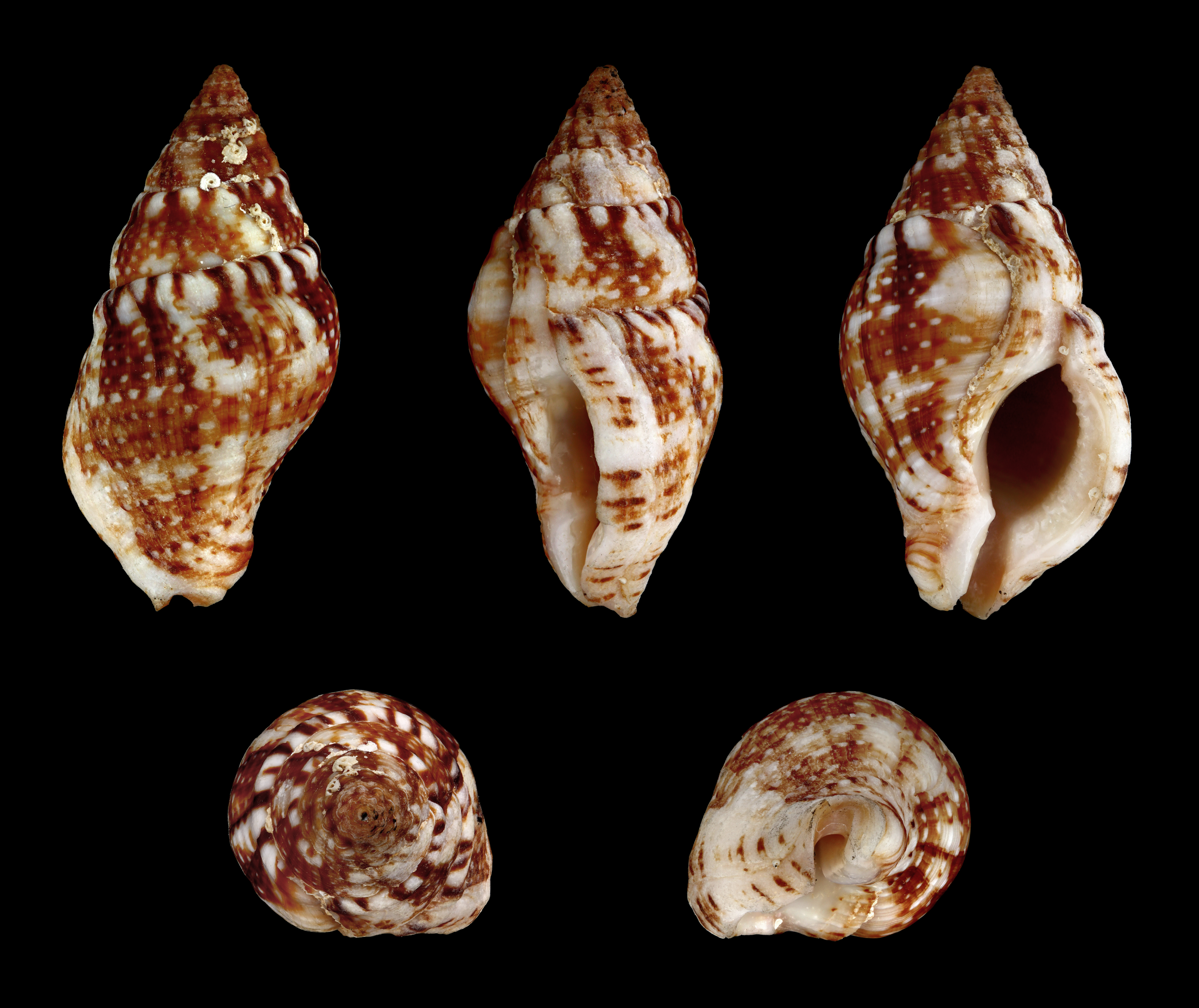
Euthria cornea
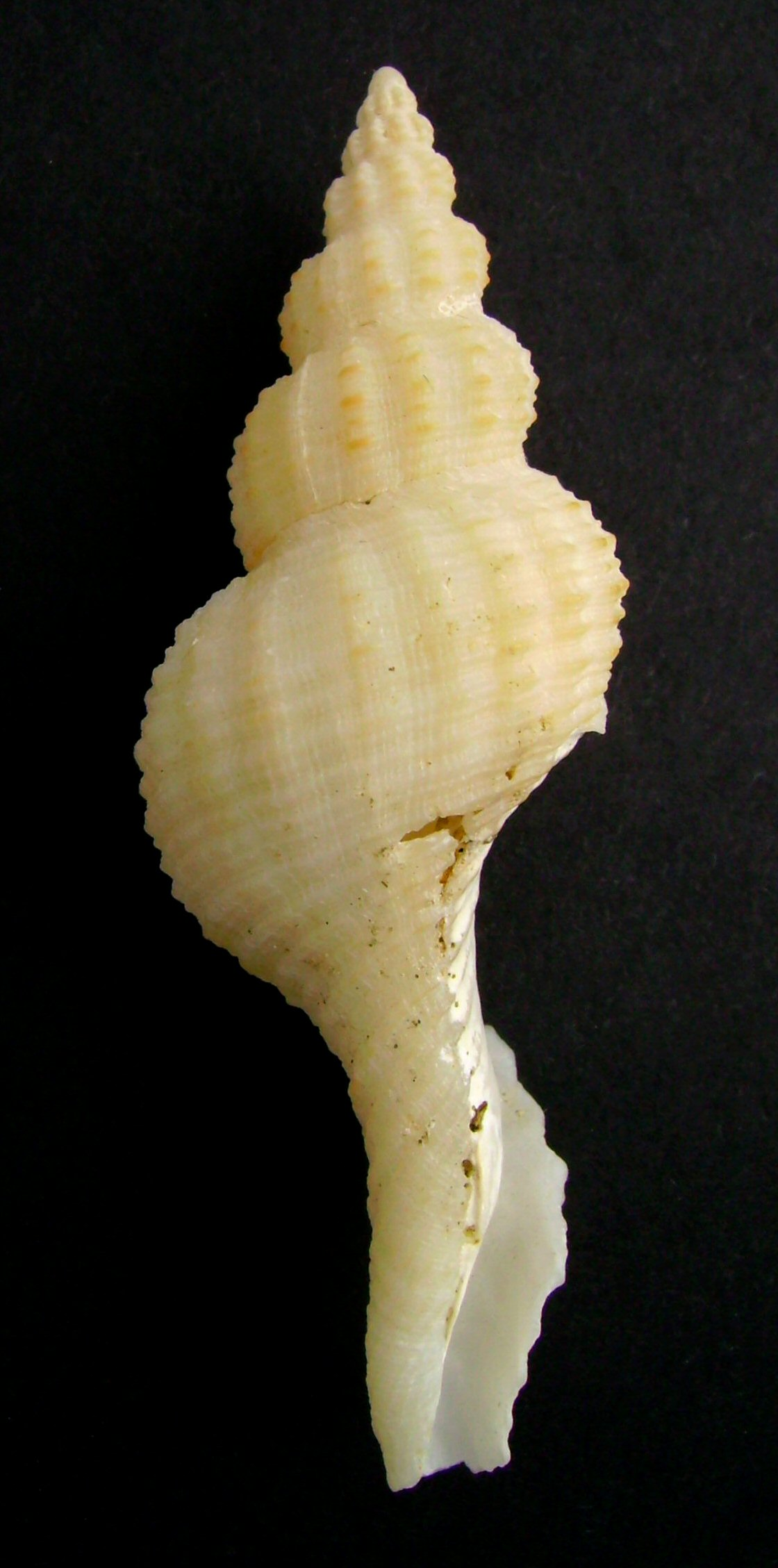
Glaphyrina caudata
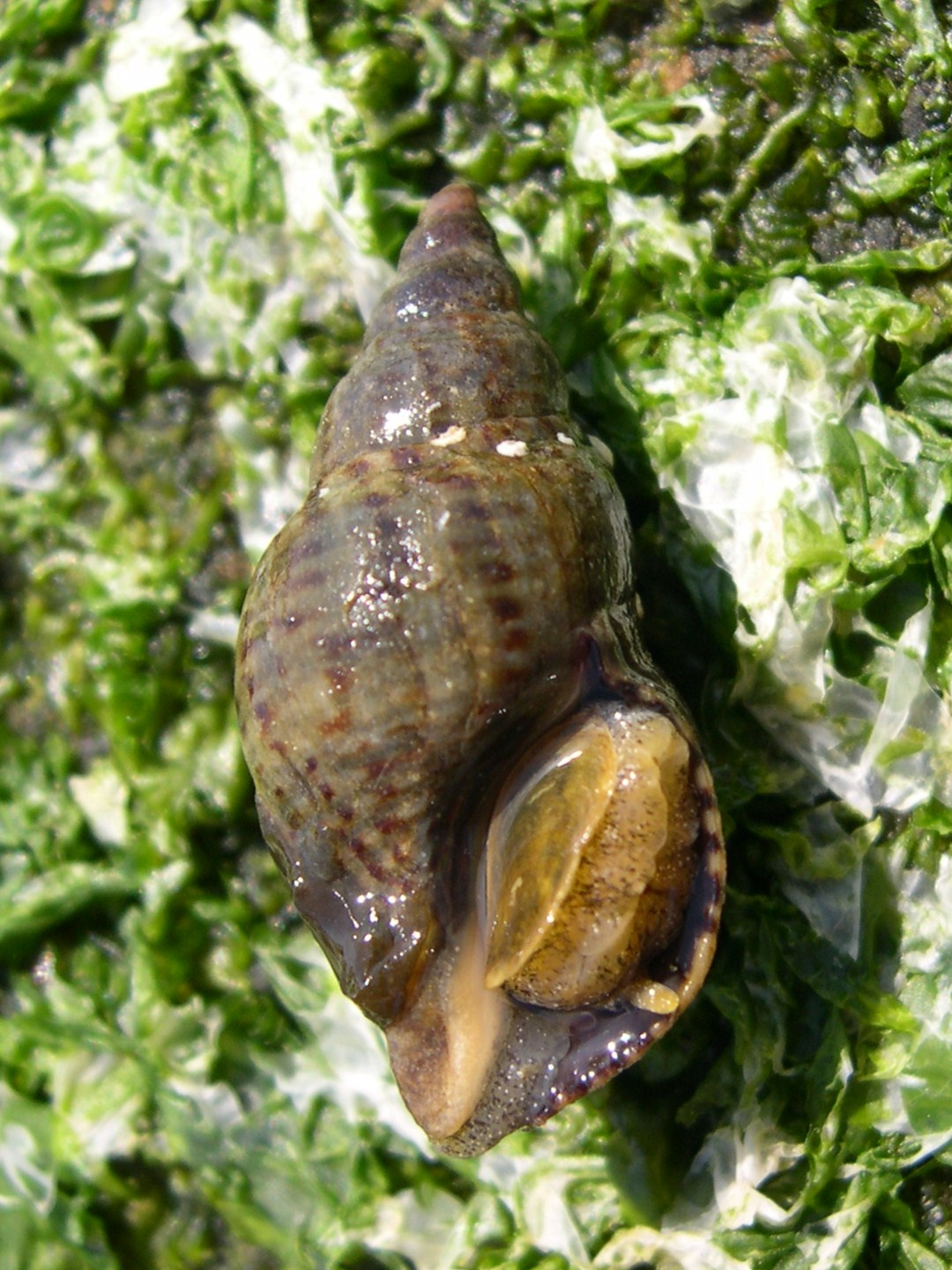
Japeuthria ferrea
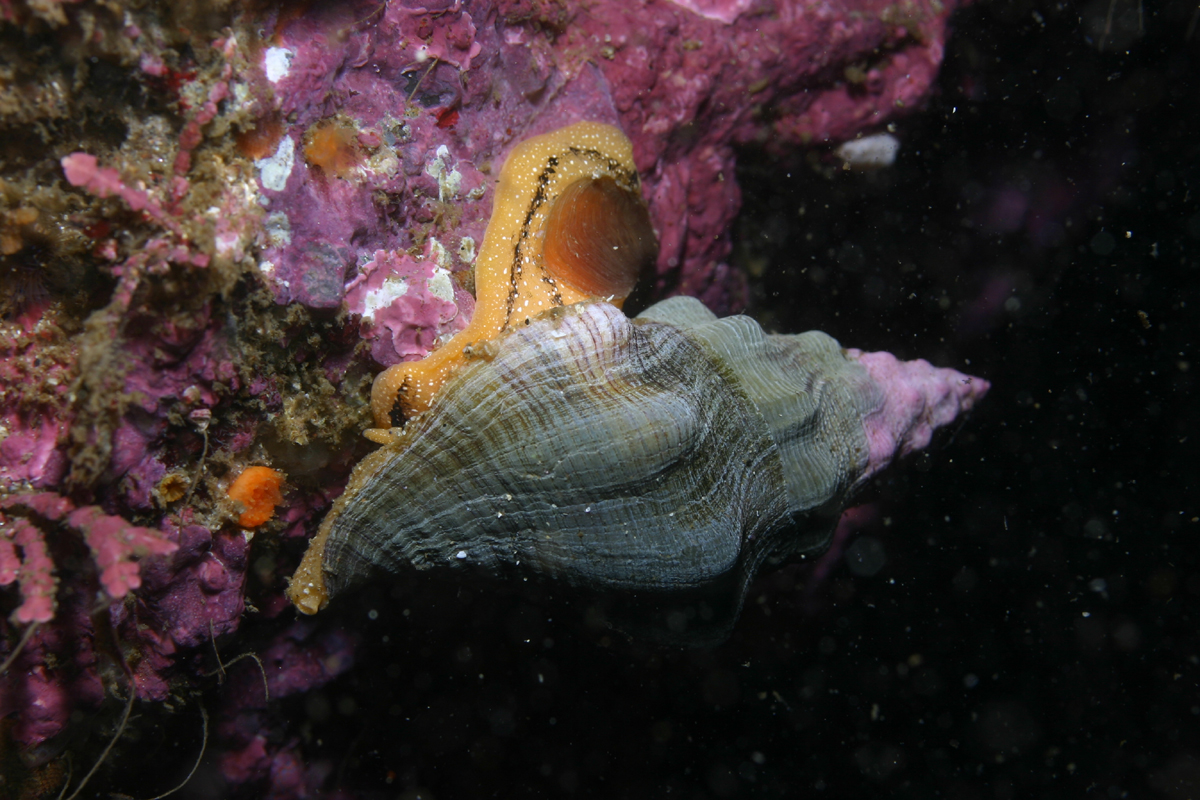
Kelletia kelletii
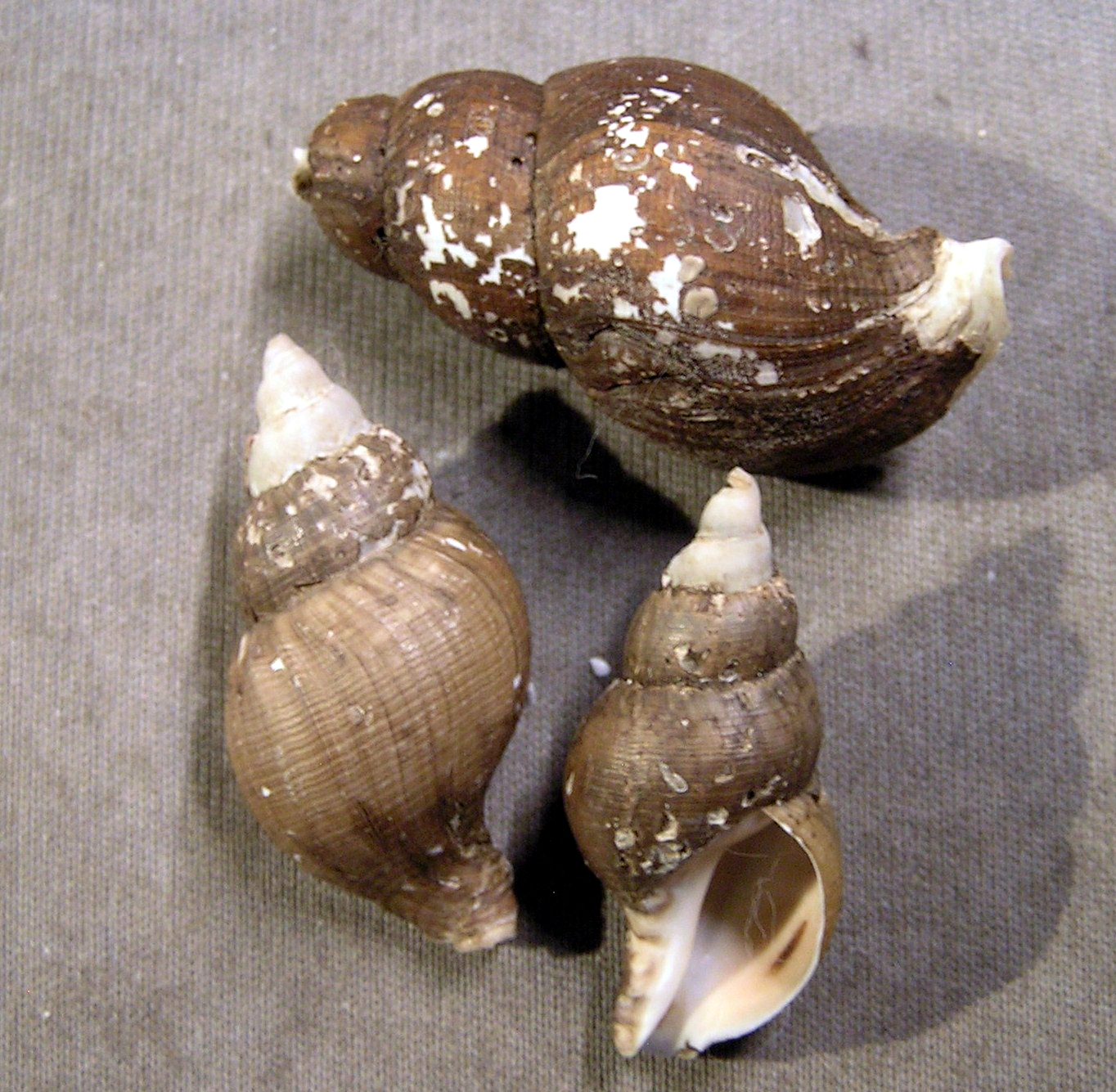
Latisipho jordani
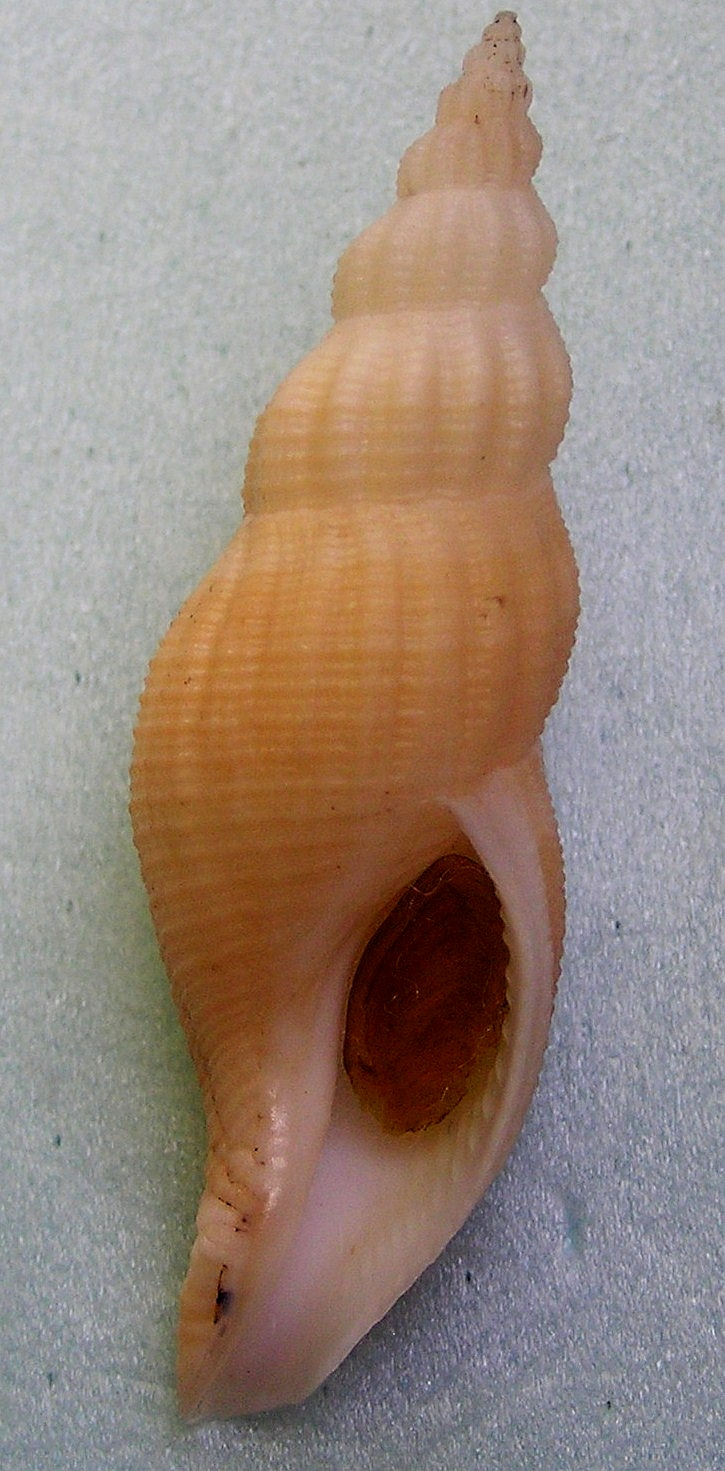
Manaria fusiformis
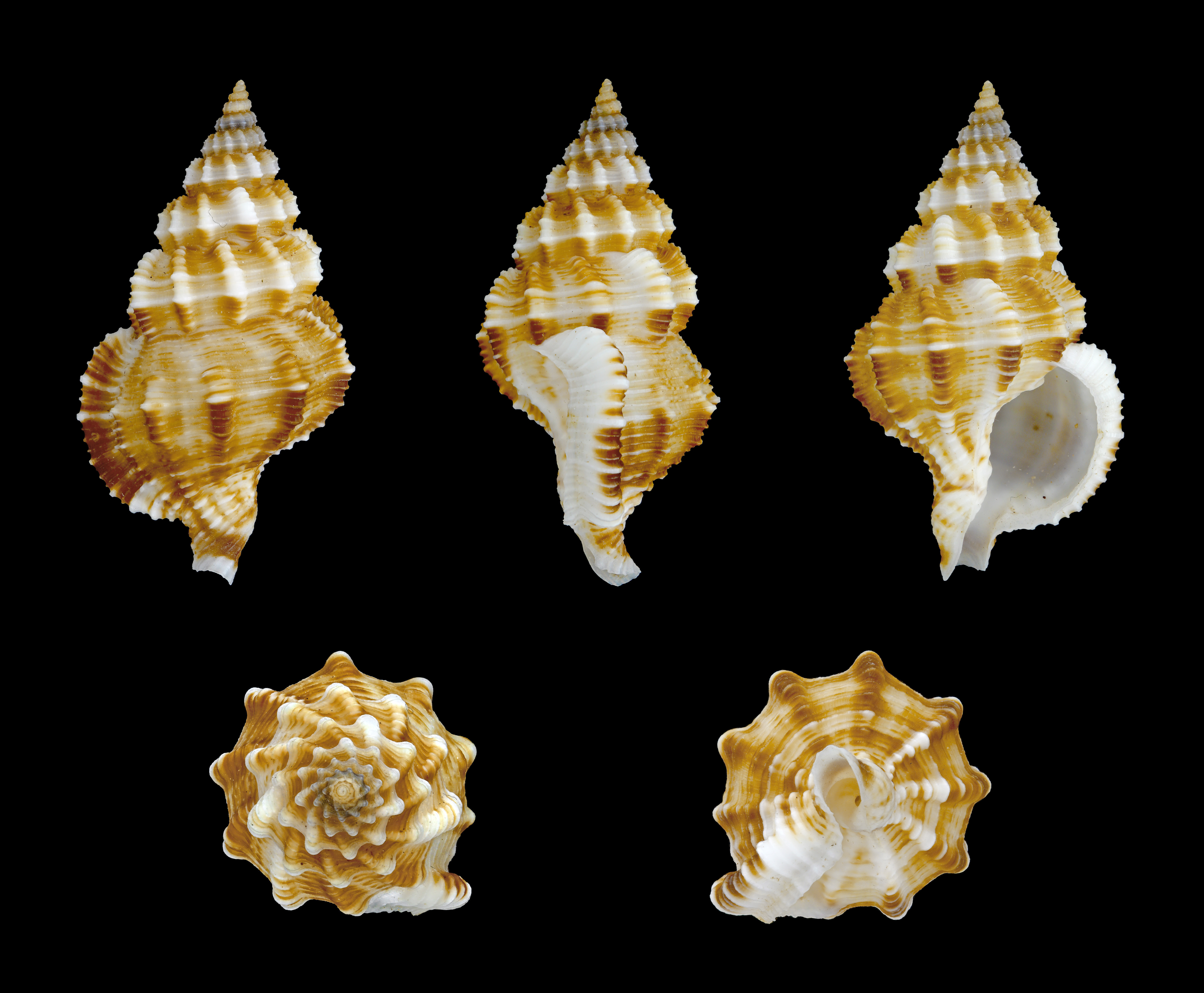
Nassaria acuminata
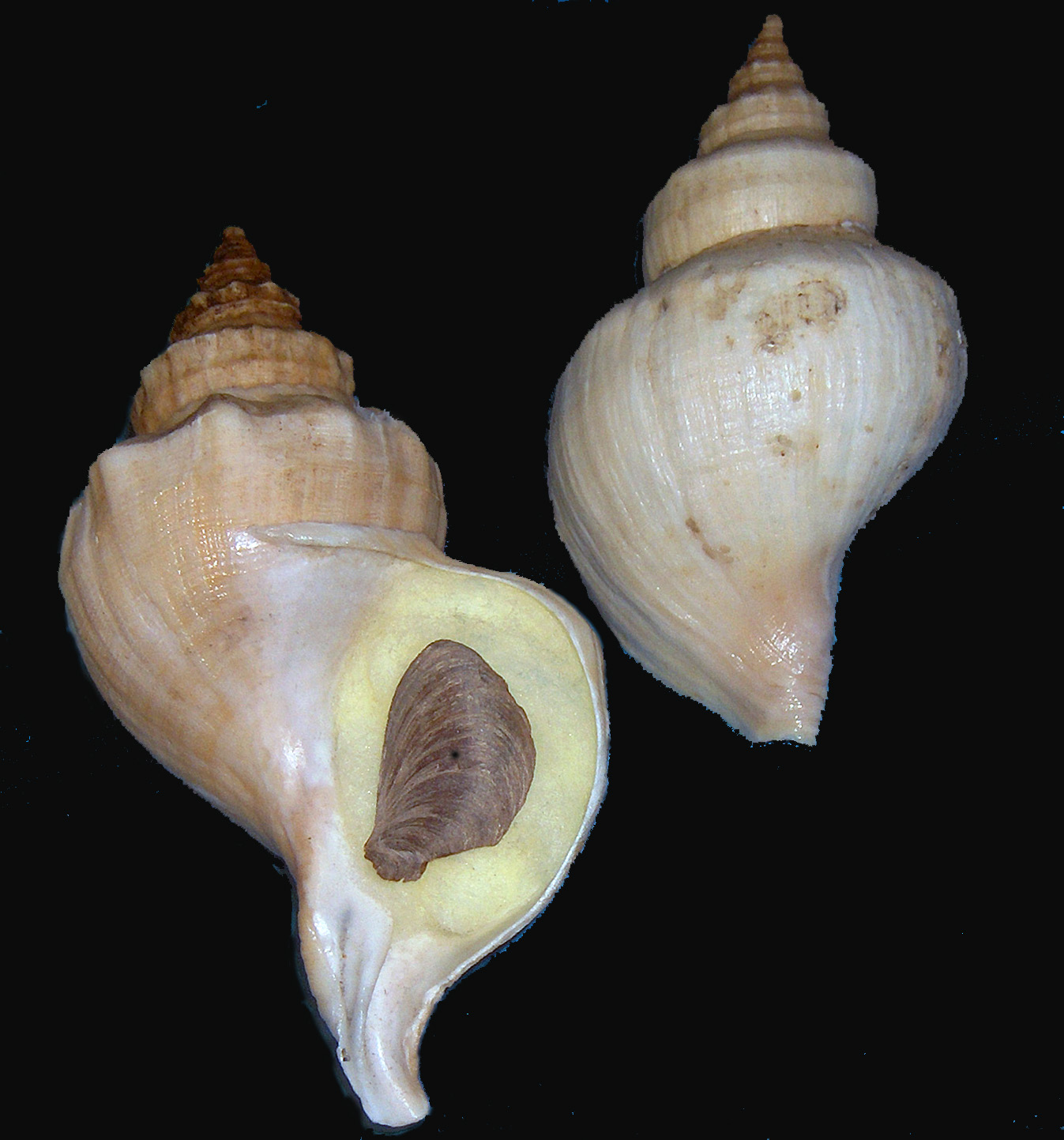
Neptunea despecta
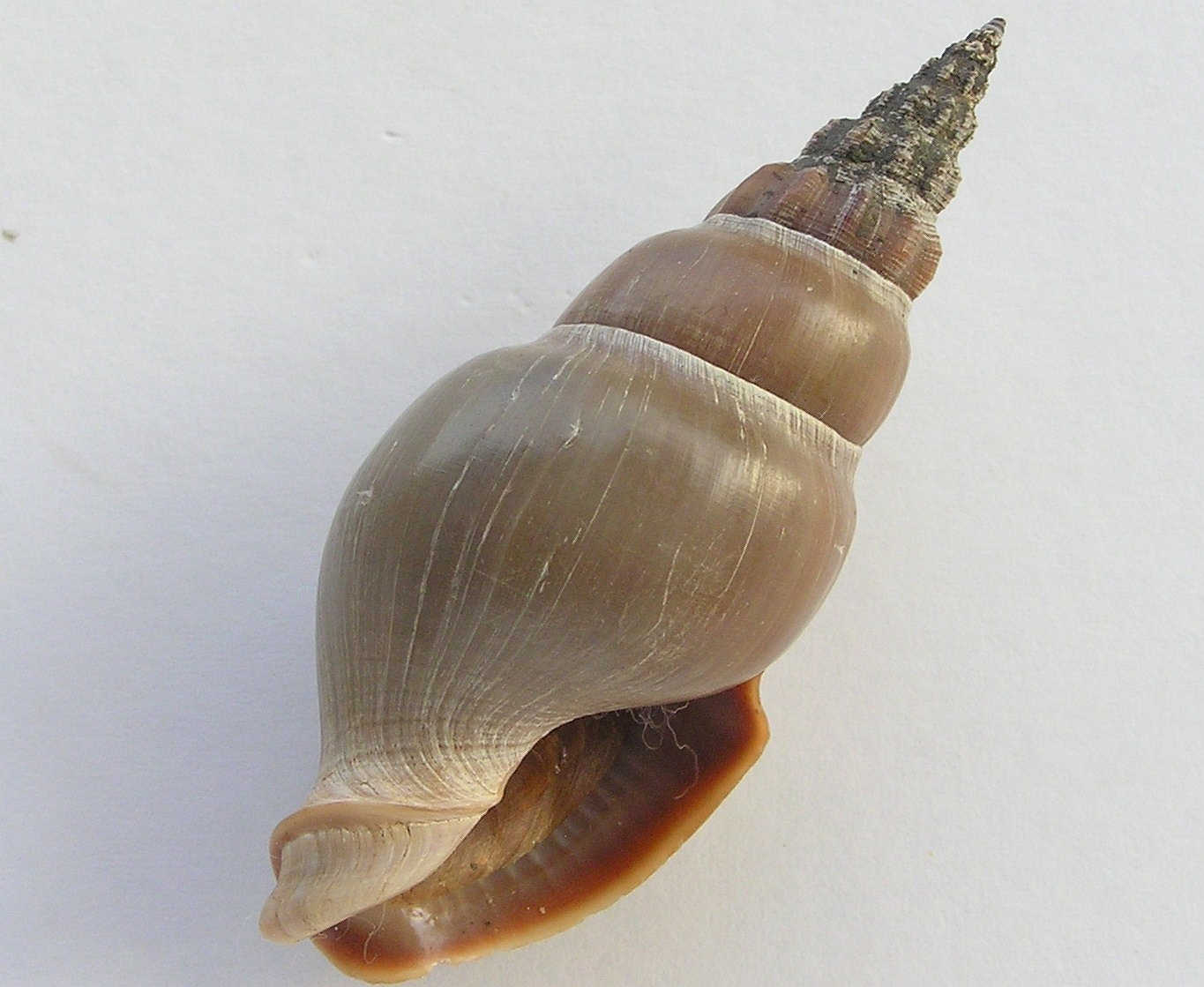
Northia northiae
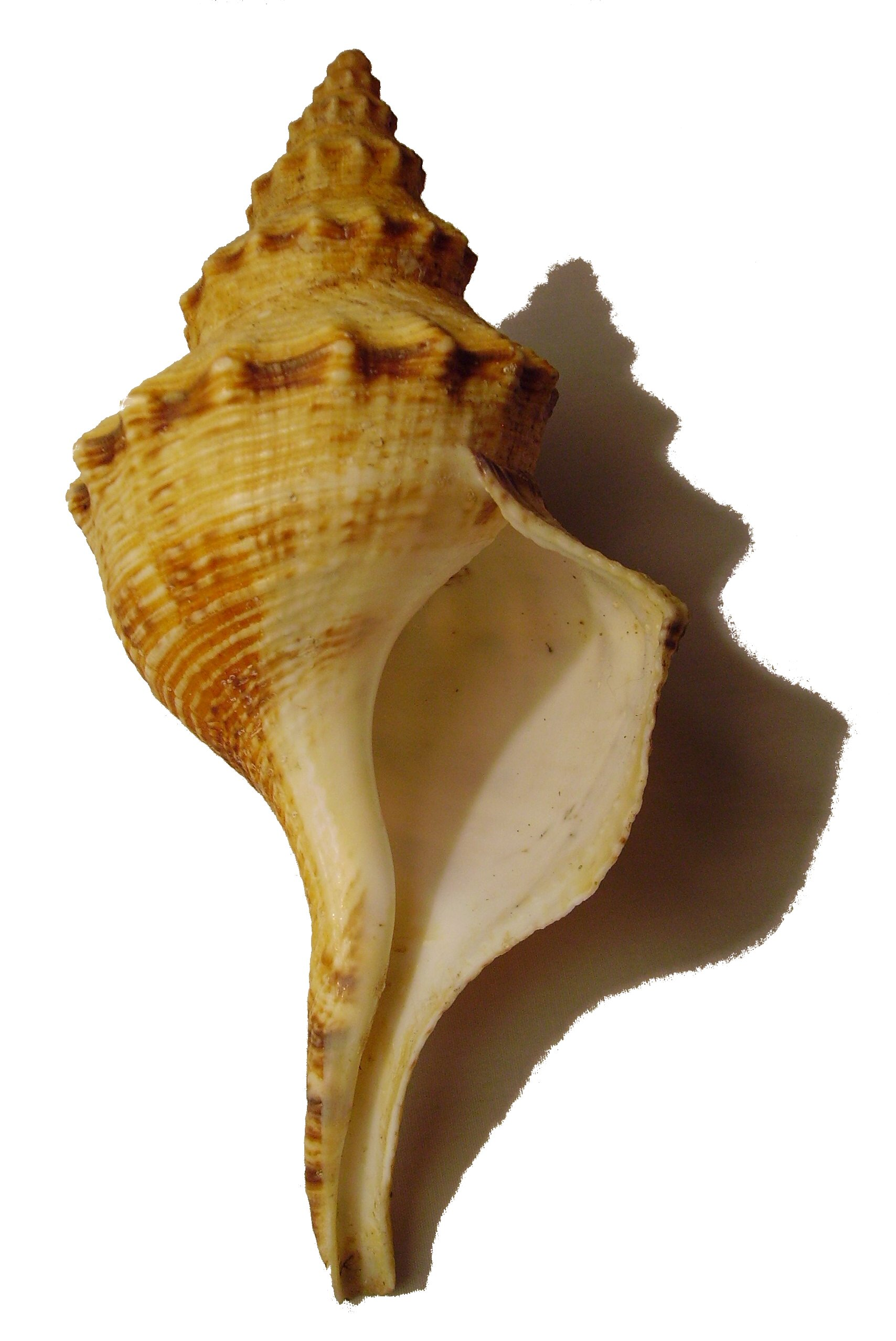
Penion cuvieranus
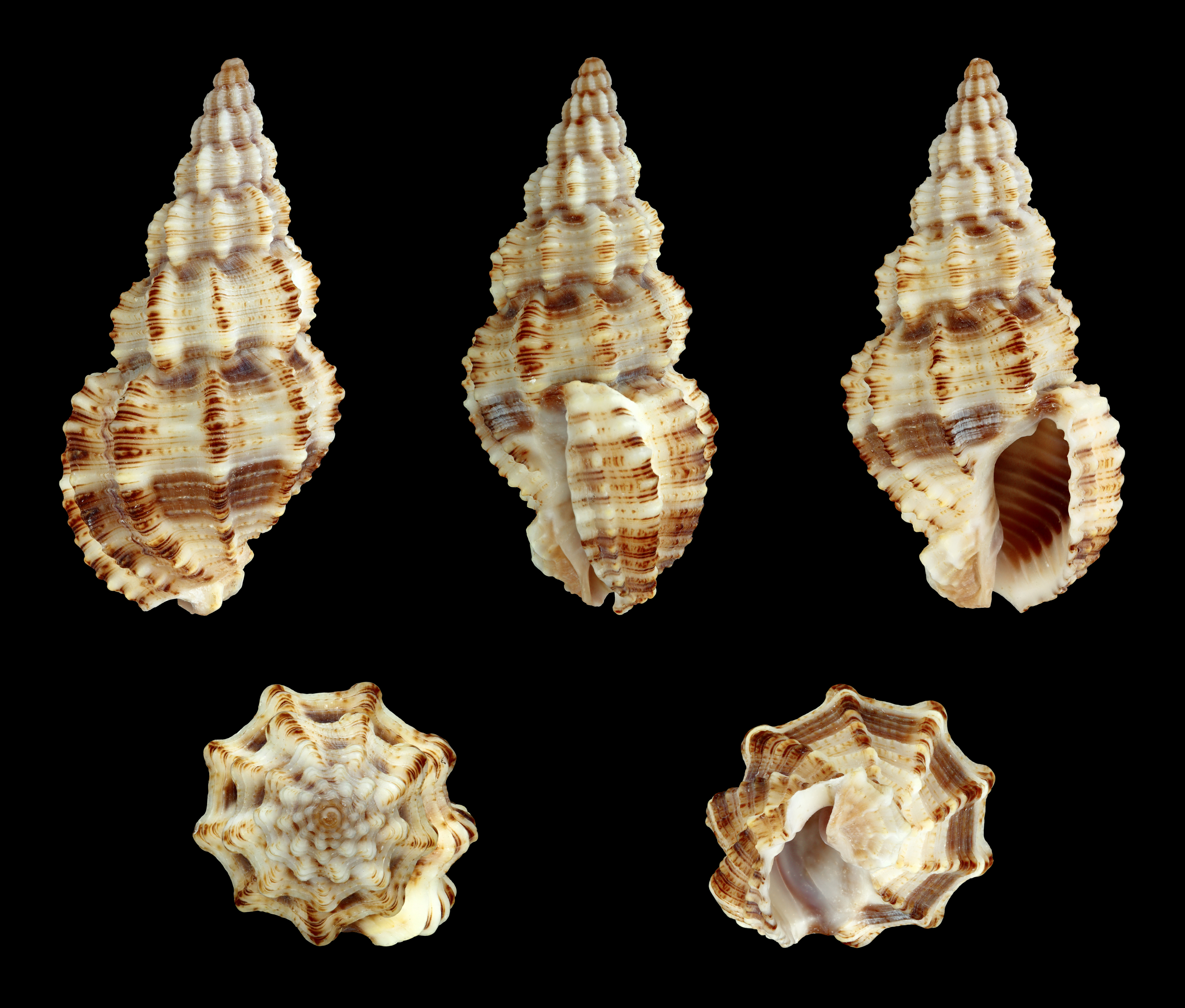
Phos senticosus
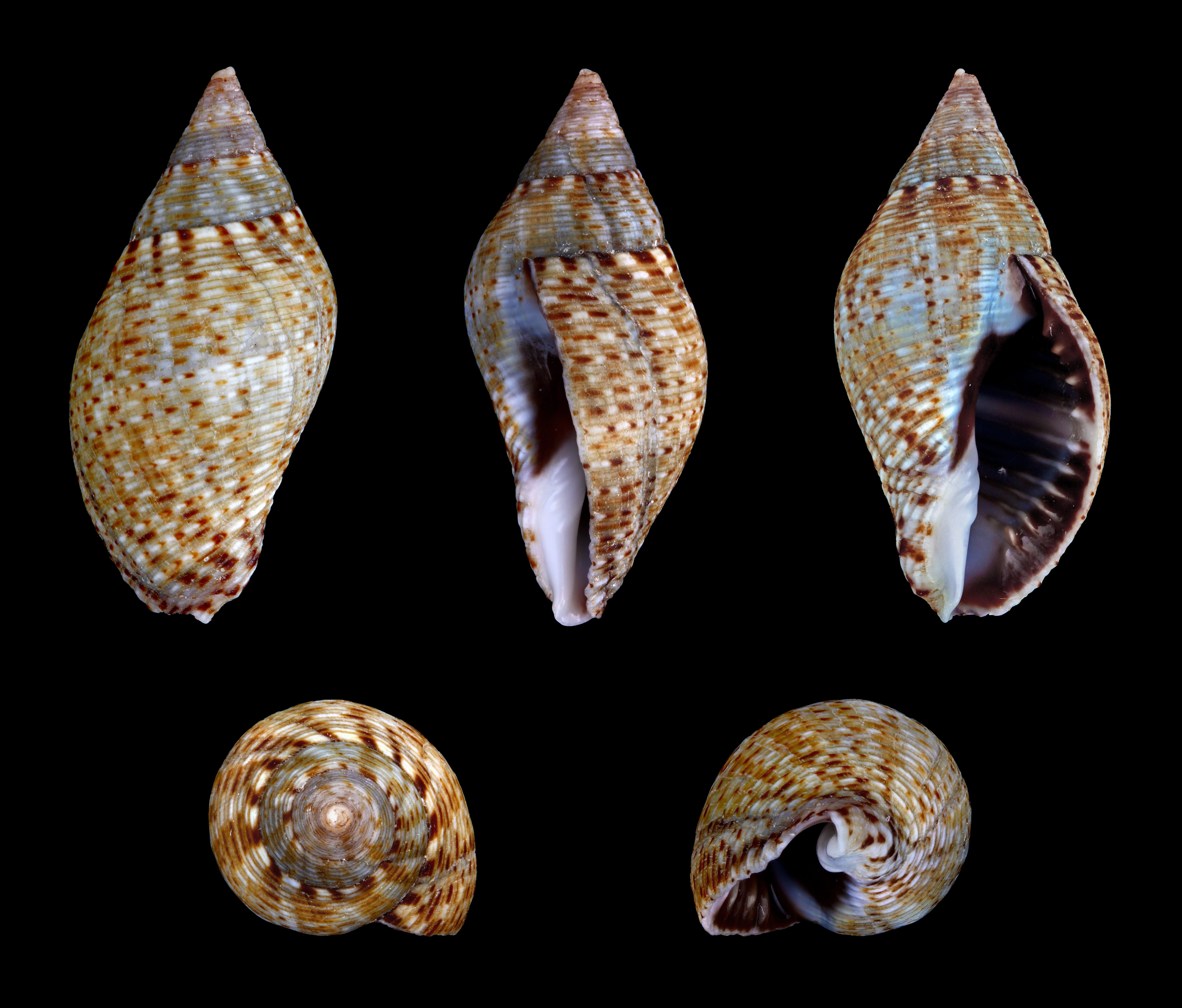
Pisania striata
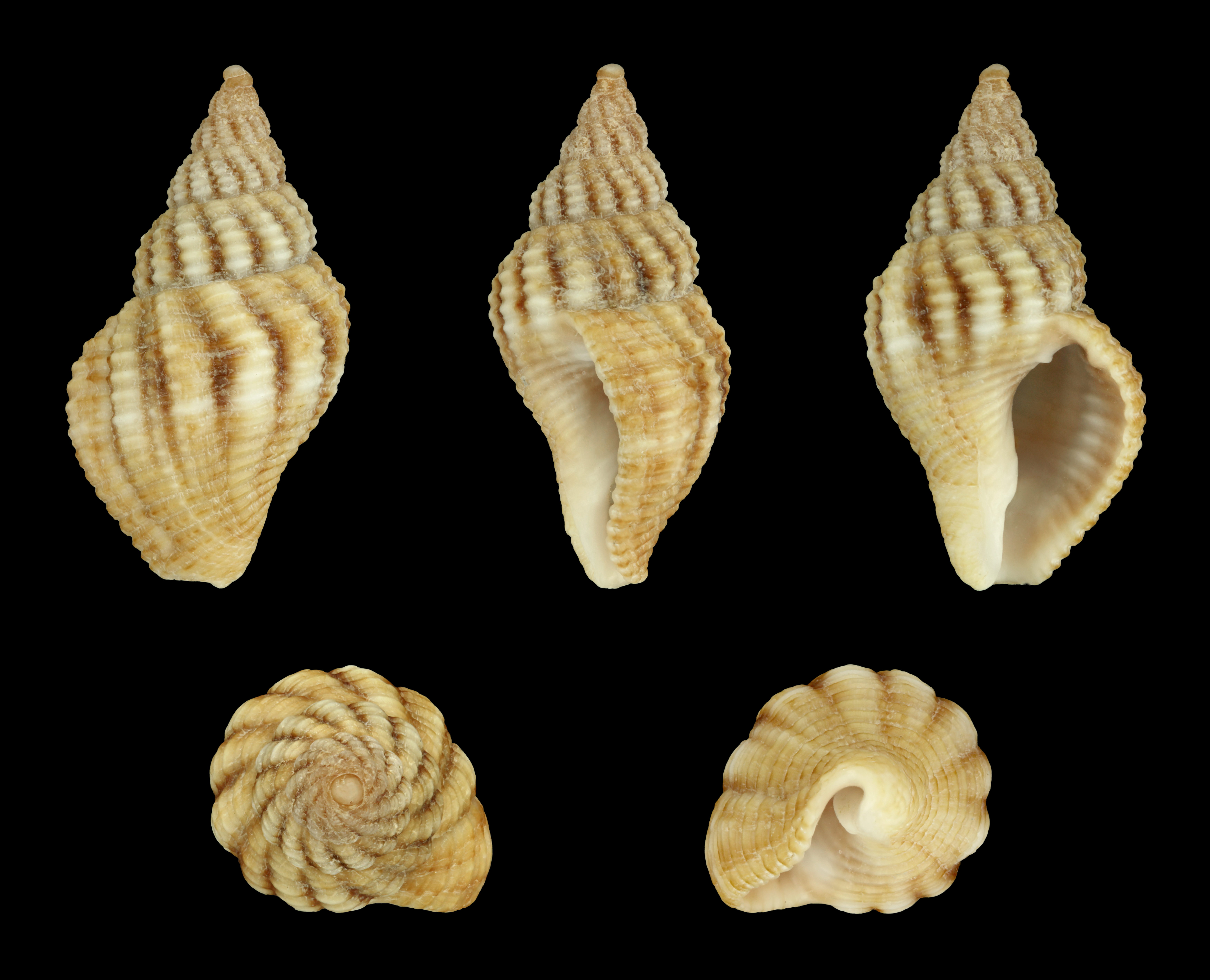
Pollia assimilis
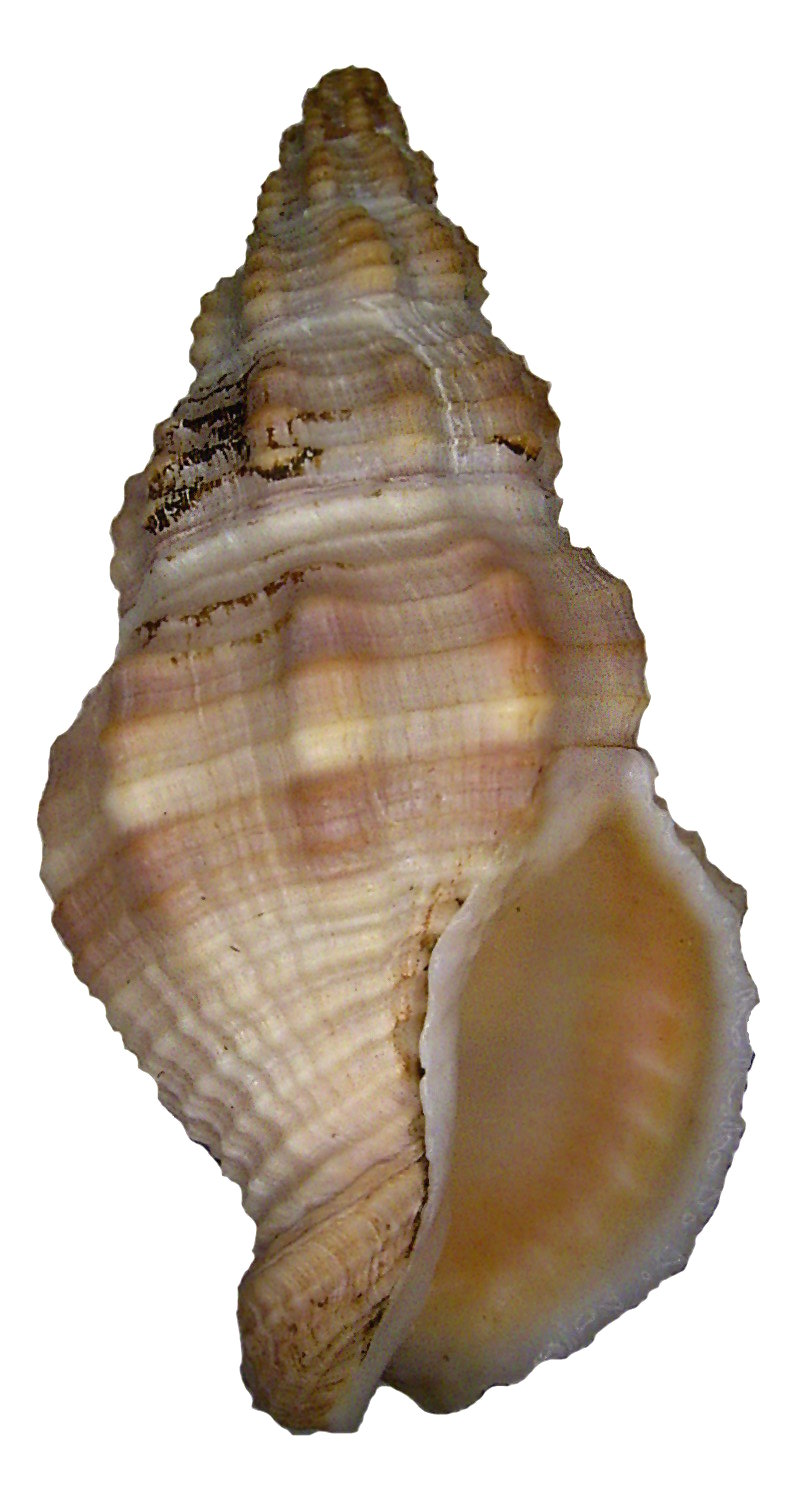
Pusio elegans
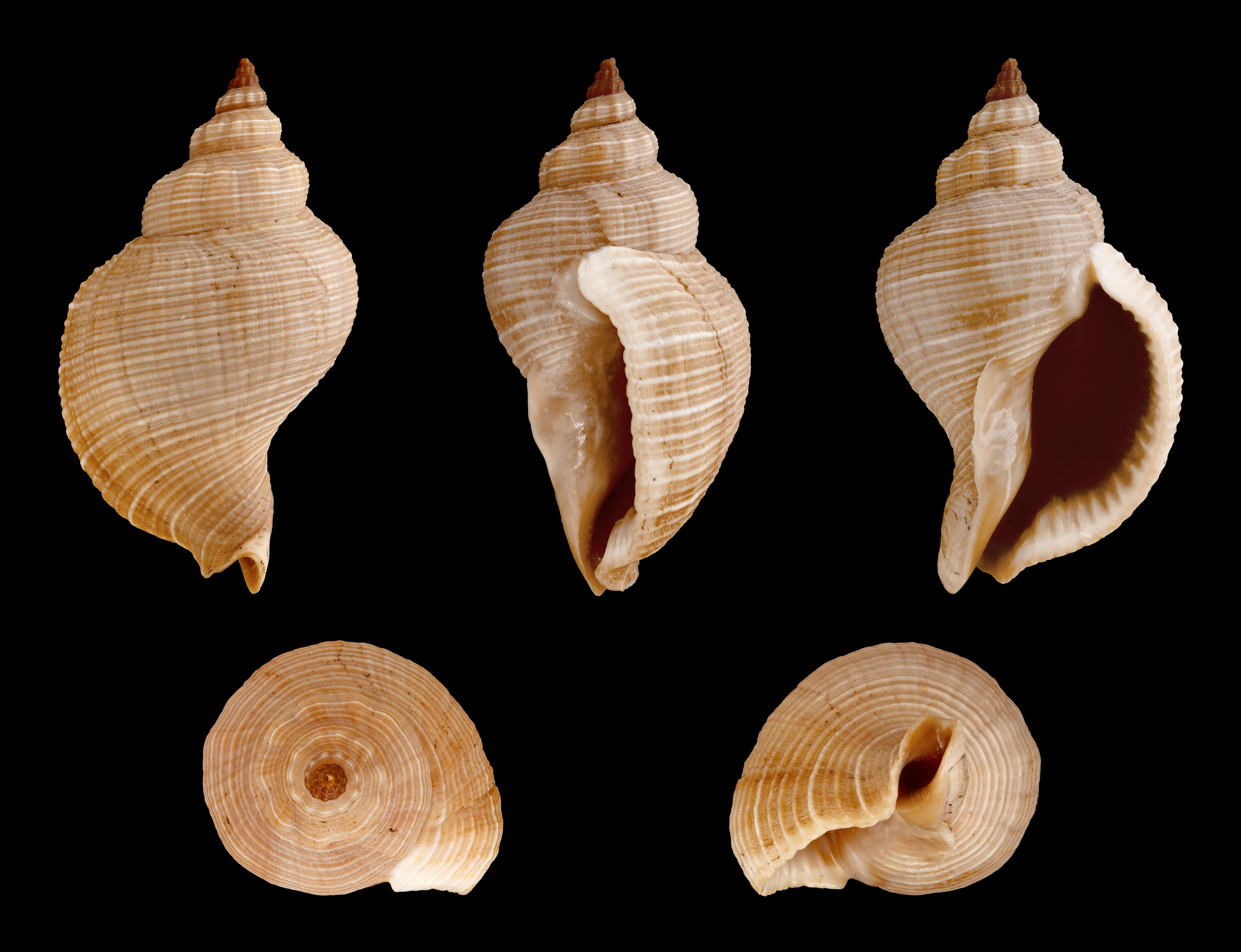
Siphonalia trochulus
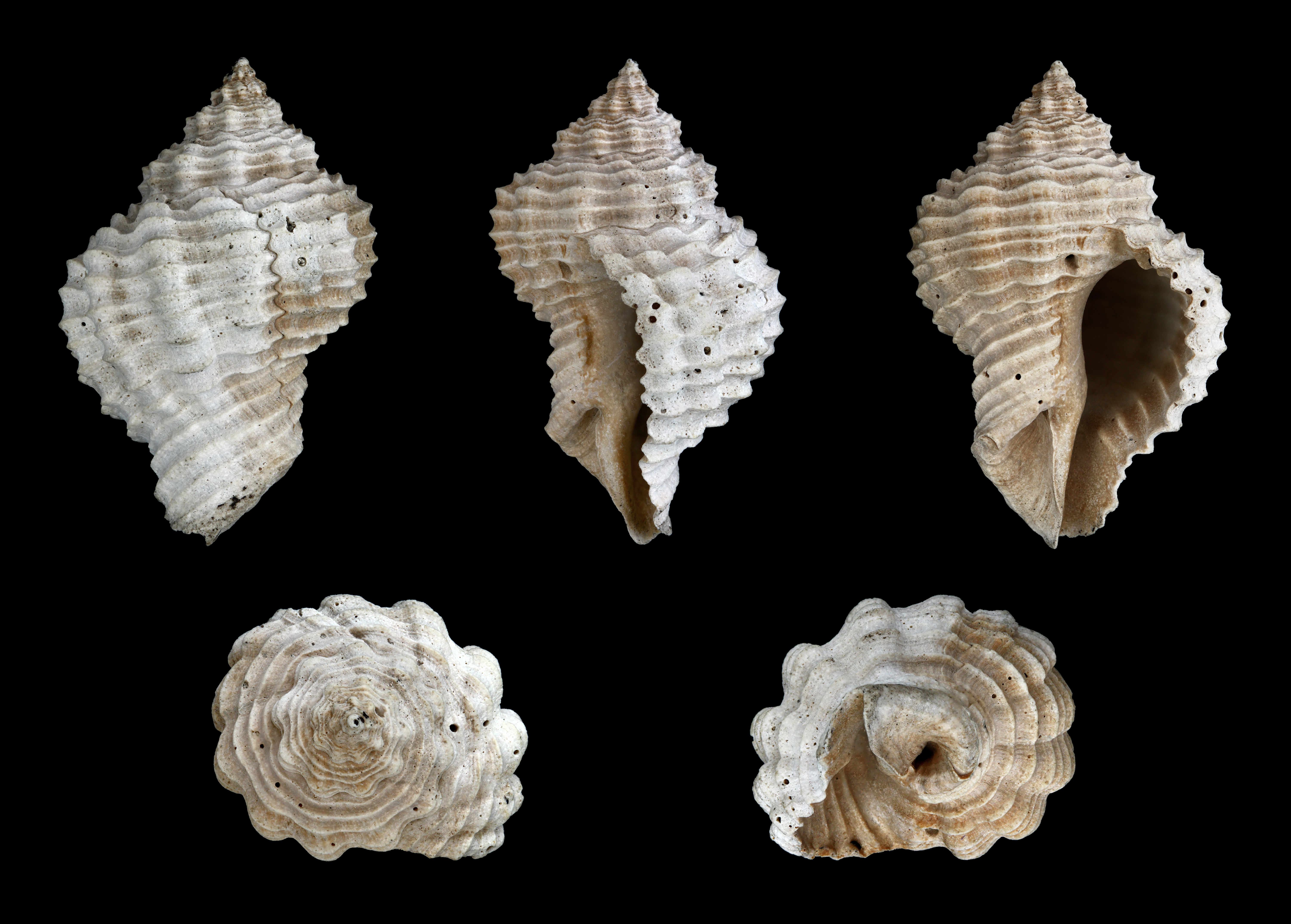
Solenosteira mengeana
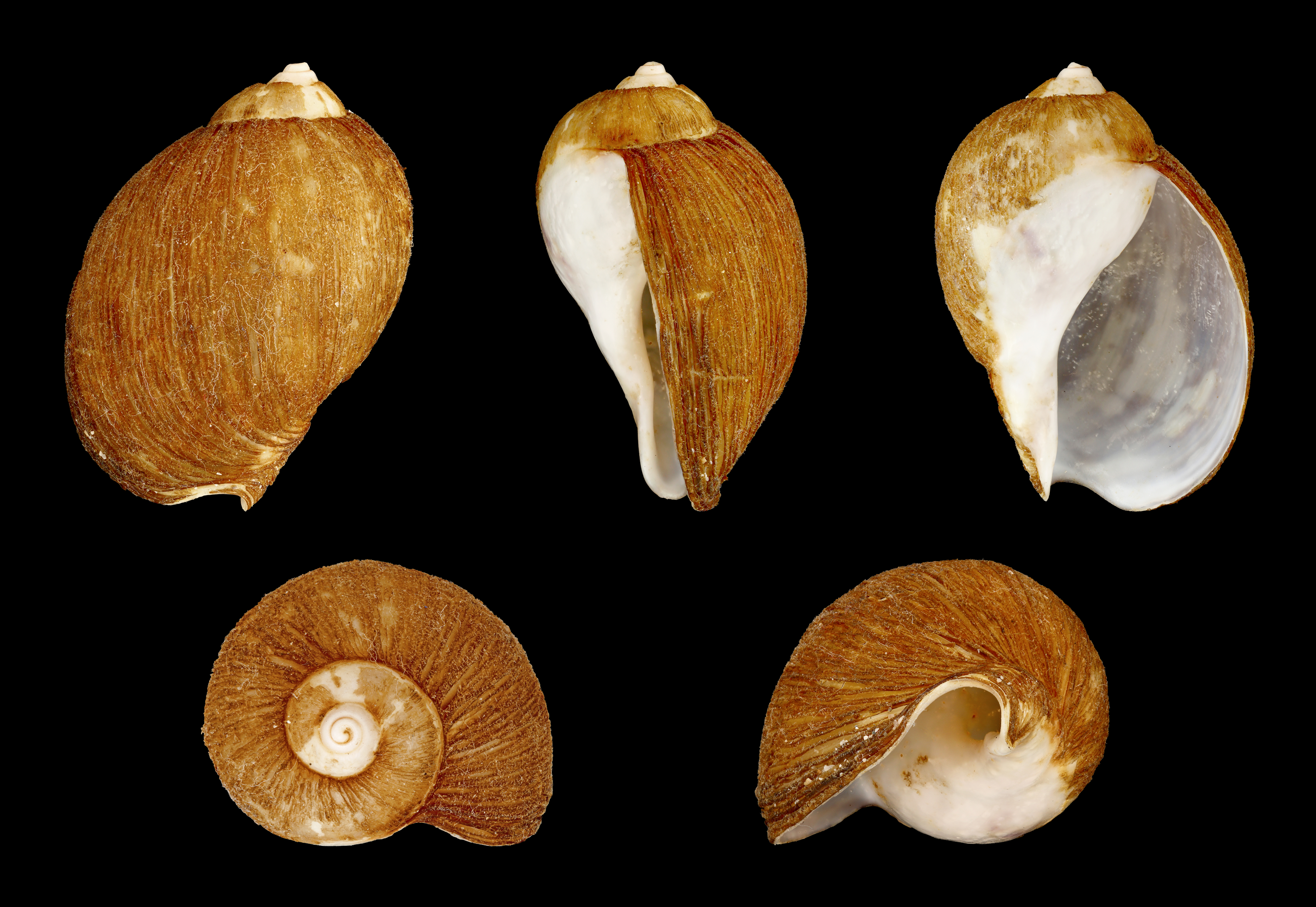
Volutharpa perryi